# Österreich-Ungarn
|                                                                          |
| Wappen (1915–1918)                                                       |
| (Siehe Flaggen und Wappen der Königreiche und Länder Österreich-Ungarns) |

|                      |   | Vorgängerstaat und Nachfolgestaaten                                                                                    |
| Kaisertum Österreich | ↔ | Republik Deutschösterreich (Volks-)Republik Ungarn Tschechoslowakische Republik Staat der Slowenen, Kroaten und Serben |

|  |

Die Österreichisch-Ungarische Monarchie, ungarisch Osztrák–Magyar Monarchia, kurz Österreich-Ungarn, informell auch k. u. k.-Monarchie genannt, war eine Realunion in der letzten Phase der Habsburgermonarchie zwischen 1867 und 1918. Sie bestand nach dem Umbau des Kaisertums Österreich zu einem Staatenverband auf der Grundlage des österreichisch-ungarischen Ausgleiches vom 8. Juni 1867 (in Österreich am 21. Dezember 1867 verfassungsmäßig implementiert) bis zum 31. Oktober 1918 (Austritt Ungarns aus der Realunion).
Die Österreichisch-Ungarische Monarchie setzte sich aus zwei Staaten zusammen: aus den im Reichsrat vertretenen Königreichen und Ländern, inoffiziell Cisleithanien (erst ab 1915 amtlich Österreich genannt), und den Ländern der Heiligen Ungarischen Krone, inoffiziell Transleithanien (vulgo Ungarn). Hinzu kam das seit 1878 von Österreich besetzte Gebiet Bosnien und Herzegowina, das 1908 als Kondominium nach langen Verhandlungen der Monarchie einverleibt wurde. Die verfassungsrechtlichen Ausgleichsvereinbarungen sicherten im Sinne einer Realunion die Gleichberechtigung der beiden (Teil-)Staaten im Verhältnis zueinander. Gemeinsames Staatsoberhaupt war der Kaiser von Österreich und Apostolische König von Ungarn aus dem Haus Habsburg-Lothringen. Von 1867 bis 1916 herrschte Franz Joseph I., danach bis 1918 sein Großneffe Karl I./IV.
Mit nach der Annektierung Bosniens und der Herzegowina 1908 rund 676.000 km² war Österreich-Ungarn flächenmäßig das zweitgrößte (nach dem Russischen Reich) und mit 52,8 Millionen Menschen (1914) das bevölkerungsmäßig drittgrößte Land Europas (nach dem Russischen und dem Deutschen Reich). Sein Gebiet umfasste zuletzt die Territorien der heutigen Staaten Österreich, Ungarn, Tschechien (mit Ausnahme des Hultschiner Ländchens), Slowakei, Slowenien, Kroatien, Bosnien und Herzegowina, Montenegro (Gemeinden an der Küste), Polen (Westgalizien) sowie Teile des heutigen Rumäniens (Siebenbürgen, Banat, später Kreischgebiet, östlicher Teil von Sathmar, Südmarmarosch, Südbukowina), der Ukraine (Ostgalizien, Karpatenukraine und Nordbukowina), Italiens (Trentino-Südtirol und Teile von Friaul-Julisch Venetien) und Serbiens (Vojvodina).
Der Erste Weltkrieg, der Zerfall Altösterreichs Ende Oktober 1918 durch die Gründung der Tschechoslowakei, des SHS-Staates und des Staates Deutschösterreich und den Abfall Galiziens, der Austritt Ungarns aus der Realunion per 31. Oktober 1918 sowie 1919 der Vertrag von Saint-Germain und 1920 der Vertrag von Trianon führten zum bzw. besiegelten das Ende von Österreich-Ungarn.
Die in Deutschösterreich nachfolgende Republik („Restösterreich“) bewahrte den österreichischen Namen, schaffte (wie die Tschechoslowakei) den Adelsstand ab und verwies den Monarchen sowie andere Habsburger, die sich nicht als Bürger der Republik verstehen wollten, des Landes. Nicht zuletzt aufgrund der Erfahrungen der nachfolgenden Jahrzehnte gibt es im heutigen Österreich wie auch einigen anderen Nachfolgestaaten eine größtenteils positive Erinnerungskultur zur Habsburgermonarchie bzw. zu Österreich-Ungarn.

## Staatsname
Die amtliche Staatsbezeichnung Österreichisch-Ungarische Monarchie (ungarisch Osztrák–Magyar Monarchia) wurde vom Kaiser und König Franz Joseph I. am 14. November 1868 durch ein Handschreiben festgelegt. Alternativ firmierte die Doppelmonarchie auch als Kaiserliche und königliche Monarchie Österreich-Ungarn, was zu der informellen Bezeichnung k. u. k. Monarchie führte. Da die Donau den Doppelstaat als dessen Hauptstrom auf einer Länge von etwa 1300 km durchfloss, spricht man auch von der Donaumonarchie. Wegen der staatsrechtlichen Konstruktion der beiden Teile ist ebenso die Bezeichnung Doppelmonarchie gebräuchlich; mit dem kaiserlichen Doppeladler, den das Königreich Ungarn nicht führte, hat dies nichts zu tun. Gegenüber Drittstaaten bildeten der österreichische und der ungarische Teilstaat sowie die übrigen rechtlich selbstständigen politischen Einheiten, wie das Königreich Böhmen usw., gemeinschaftlich das Kaiserreich, das als eine neue staatsrechtliche Einheit begriffen wurde. Als Gesamtmonarchie war Österreich-Ungarn ein einheitliches Völkerrechtssubjekt.
Das kaiserliche Österreich wurde bis 1915 offiziell meist die im Reichsrate vertretenen Königreiche und Länder genannt, inoffiziell hingegen in der Politiker- und Juristensprache nach dem Grenzfluss Leitha auch Cisleithanien. Das königliche Ungarn firmierte amtlich als die Länder der heiligen ungarischen Stephanskrone oder auch als Transleithanien. Der Begriff Österreich als zusammenfassender Begriff für die cisleithanischen Länder wurde erst 1915 offiziell eingeführt. In der Literatur wurde das kaiserliche Österreich im Rückblick zuweilen scherzhaft auch als Kakanien bezeichnet – ein Ausdruck, der aus dem Roman Der Mann ohne Eigenschaften von Robert Musil stammt und sich aus dem für die cisleithanische Reichshälfte verwendeten Kürzel k. k. ableitete.

## Insignien

### Flaggen
Österreich-Ungarn besaß keine gemeinsame Staatsflagge, jedoch
- eine gemeinsame rot-weiß-rote Seekriegs- und Marineflagge (mit einem gekrönten Bindenschild), zuvor bereits seit 1. Jänner 1787 geführt,
- Truppenfahnen des gemeinsamen Heeres und
- eine gemeinsame, per 1. August 1869 eingeführte Handelsflagge (eine Kombination aus der Marineflagge und der ungarischen Reichsflagge, die durch das kleine ungarische Wappen ergänzt wurde).[7][8]

Seekriegs- und Marineflagge
Handelsflagge

Die Farben des Hauses Habsburg sind gleichzeitig die Flagge der im Reichsrat vertretenen Königreiche und Länder (Schwarz-Gelb). Die ungarische Reichshälfte besaß als Flagge eine rot-weiß-grüne Trikolore, versehen mit dem ungarischen Wappen.

Flagge des Hauses Habsburg (österreichische Reichshälfte)
Flagge des Königreichs Ungarn (ungarische Reichshälfte)

Am 12. Oktober 1915 wurde auf kaiserlichen Erlass für die Marine eine Serie von neuen Flaggen beschlossen, darunter auch eine neu gestaltete Kriegs- und Marineflagge. Auf Grund der Kriegsbedingungen kam es jedoch nie zur Einführung der neuen Flaggen. Hingegen sah man die neue Kriegsflagge zum Beispiel auf Postkarten abgedruckt. Auch zeigten einige österreichisch-ungarische Flugzeuge die Flagge auf dem Leitwerk.

Marineflagge von 1915

### Wappen
Von 1867 bis 1915 war der mit der Kaiserkrone gekrönte Doppeladler mit dem von der Collane des Ordens vom Goldenen Vlies umgebene Wappen der Dynastie Habsburg-Lothringen („Haus Österreich“) das Hoheitszeichen für gemeinsame (k. u. k.) Institutionen Österreich-Ungarns; er wurde von der Dynastie schon lang vor der Einrichtung der Doppelmonarchie geführt und symbolisierte den kaiserlichen Rang.
Ungarische Politiker waren damit stets unzufrieden, weil der Doppeladler gleichzeitig Symbol der österreichischen, cisleithanischen Reichshälfte war. 1915 wurde ein neues gemeinsames Wappen eingeführt, eine Kombination aus den gleichberechtigten Wappen der beiden Reichshälften und dem (kleineren) des Herrscherhauses. Die Devise indivisibiliter ac inseparabiliter („unteilbar und untrennbar“) und die Ordensbänder des Militär-Maria-Theresien-, k.u. Sankt Stephans- und Leopoldsordens sollte die Verbundenheit der beiden in einer Realunion verbundenen Monarchien darstellen.

Das kleine gemeinsame Wappen (bis 1915)
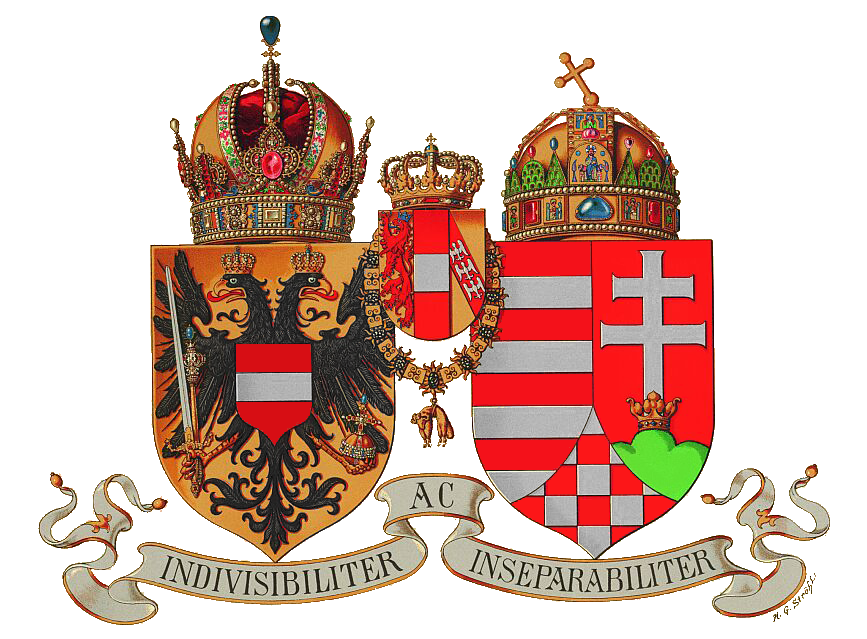
Das kleine gemeinsame Wappen (1915–1918)
Das mittlere gemeinsame Wappen (bis 1915)
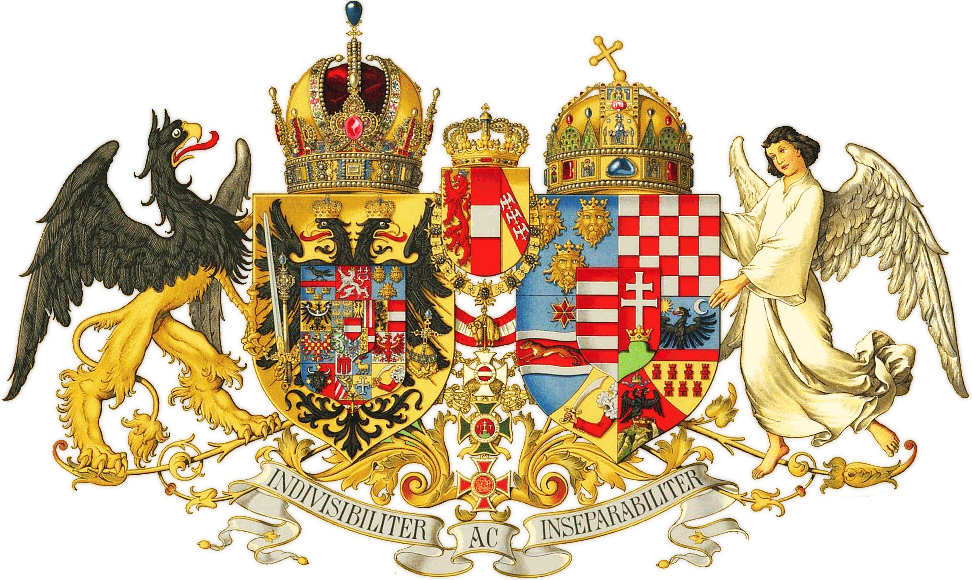
Das mittlere gemeinsame Wappen (1915–1918)

Das (mittlere) Wappen der österreichischen Reichshälfte zeigte den von der Kaiserkrone überhöhten Doppeladler mit einem Brustschild, der die Wappen der Kronländer beinhaltete. Als Schildhalter dienten zwei Greife. Das Wappen der ungarischen Reichshälfte wurde von der Stephanskrone überhöht und von zwei schwebenden, weiß gekleideten Engeln flankiert.

Das kleine Wappen Österreichs (1915–1918)
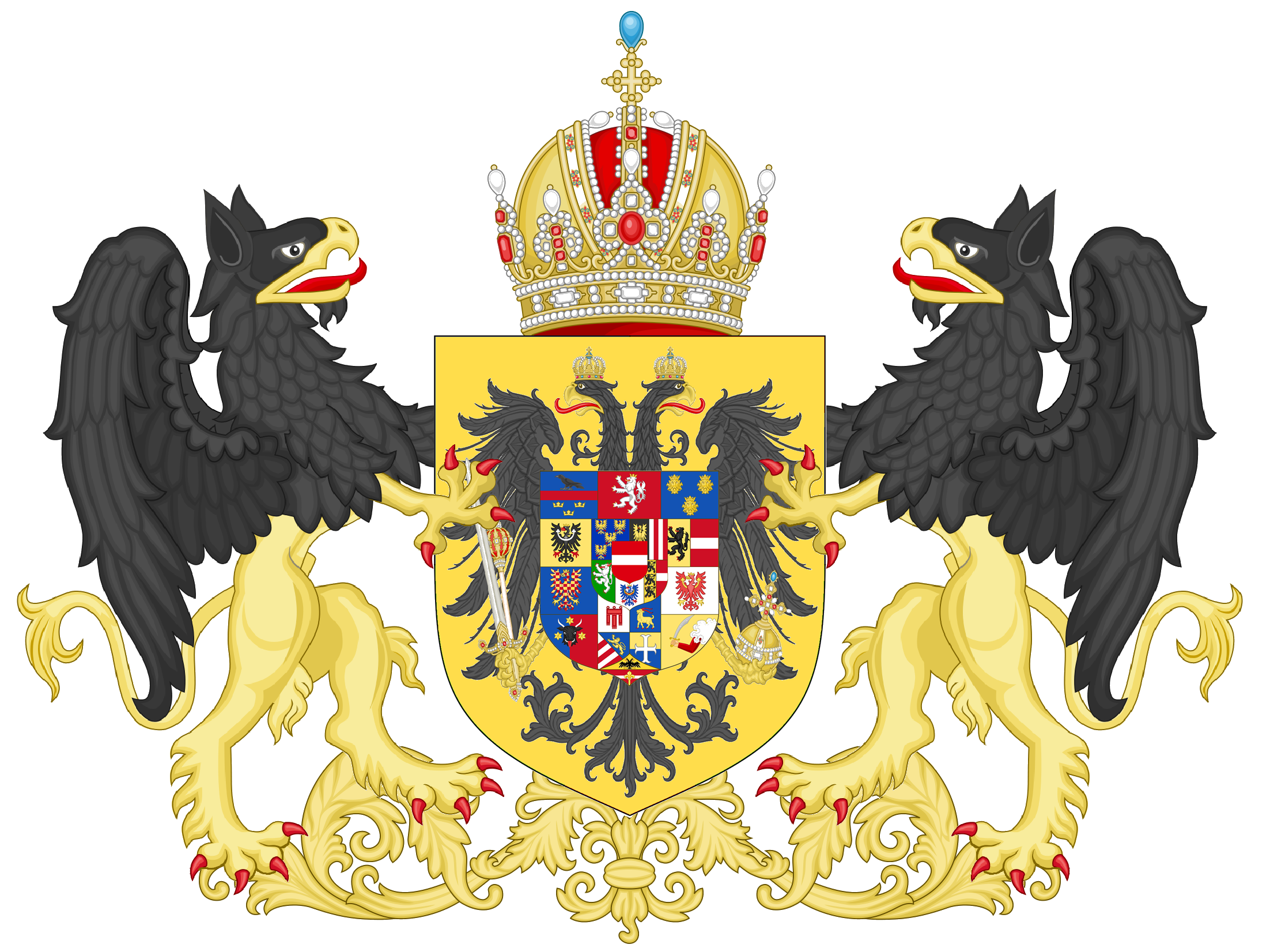
Das mittlere Wappen der österreichischen Länder (Neuentwurf 1915)
Das mittlere Wappen Transleithaniens (bis 1915)
Das mittlere Wappen Transleithaniens (1915–1918)[10]

## Entwicklung

### Österreichisch-Ungarischer Ausgleich 1848–1867

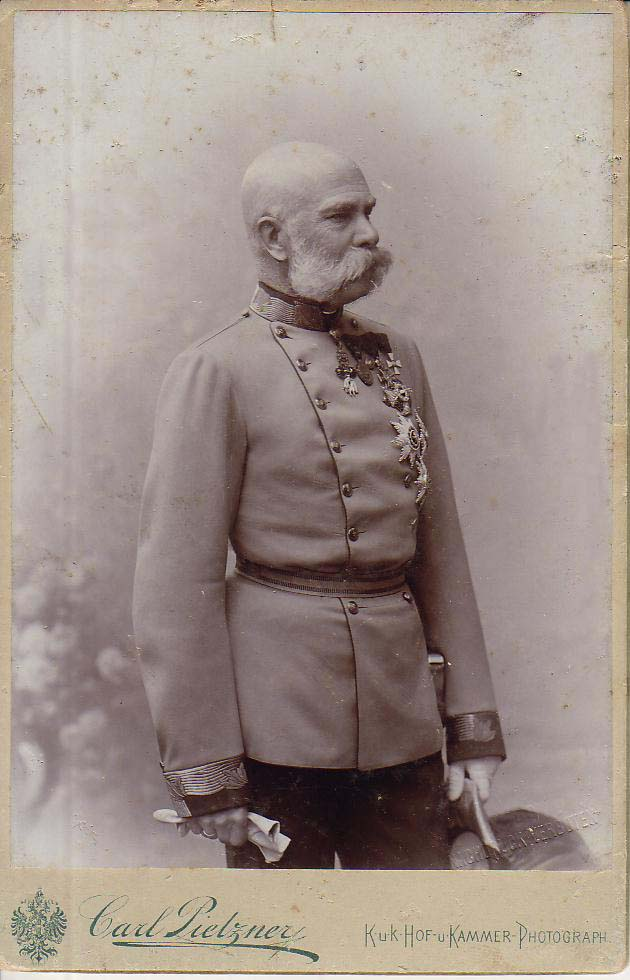
Kaiser Franz Joseph I. (um 1885)

Die Wurzeln der Österreichisch-Ungarischen Monarchie liegen in der Auseinandersetzung des Kaisertums Österreich mit dem Königreich Preußen um die Vorherrschaft im Deutschen Bund, der am 8. Juni 1815 mit Österreich als Präsidialmacht gegründet worden war. Österreich war für Preußen das Haupthindernis in der vom überregionalen Deutschen Nationalverein gestützten Kleindeutschen Lösung, die einen Zusammenschluss der Länder des Deutschen Bundes unter der Führung Preußens und dem gleichzeitigen Ausschluss Österreichs vorsah.
Diese Auseinandersetzung wurde am 3. Juli 1866 in der Schlacht bei Königgrätz („Deutscher Krieg“) zu Gunsten Preußens entschieden. Die für das Kaisertum Österreich schwerstwiegende Folge dieses Krieges war die Isolierung durch die erzwungene Trennung von den deutschen Staaten. Dieser Schwächung der Deutschen in Österreich stand die Stärkung der Stellung der demografisch dominierenden nichtdeutschen Nationalitäten gegenüber, die das Zerbrechen des schon 1848 schwer erschütterten Vielvölkerstaates befürchten ließ.
Um diese Gefahr zu verringern, musste das Kaiserhaus vor allem das Verhältnis zu den herrschenden Schichten Ungarns entspannen. Die Ungarische Revolution konnte im Jahr 1849 nur mit Unterstützung des Russischen Reiches niedergeschlagen werden. Mit der Hinrichtung des gemäßigten ehemaligen Ministerpräsidenten Lajos Batthyány sowie der 13 Märtyrer von Arad hatte der 20-jährige Kaiser Franz Joseph I. 1850 allerdings eine Kluft aufgerissen, die durch die Abtrennung der Woiwodschaft Serbien und Temeser Banat, Kroatiens, Slawoniens und Siebenbürgens sowie die Unterstellung Restungarns unter die Militärverwaltung von Erzherzog Albrecht weiter vertieft wurde.
Mit der Befreiung der Bauern hatte das Haus Habsburg den ungarischen Adel als eigentlichen Entscheidungsträger des Landes endgültig gegen sich aufgebracht. Dessen passive Resistenz in Form von Ämter- und Steuerverweigerung zog permanente Truppenpräsenz nach sich. Als modernisierende Elemente dieser Phase sind neben der Bauernbefreiung die Modernisierung des Schulwesens, das Ende der Patrimonialgerichtsbarkeit und die Einführung des österreichischen Strafgesetzbuches zu verzeichnen.

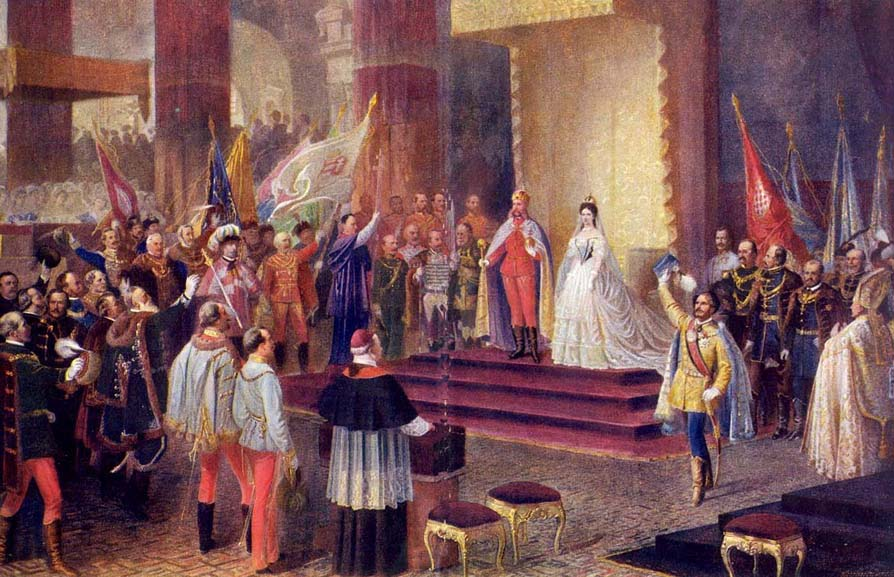
Krönung von Franz Joseph I. und seiner Gemahlin Elisabeth zum Königspaar von Ungarn, 1867

Die Konfrontation wurde schließlich auch durch den wirtschaftlichen Aufschwung gedämpft, eine substantielle Annäherung war jedoch erst 1865 mit der Wiedereinberufung des ungarischen Landtages und der Zusage der weitgehenden Restitution der ungarischen Verfassung von 1848 durch die kaiserliche Regierung erfolgt. Weitere Schritte waren dringend nötig.
Die Ausgleichsverhandlungen mit den Ungarn standen unter dem Zeichen widerstrebender magyarischer Meinungen. Der im Exil lebende geistige Führer der ungarischen Revolution, Lajos Kossuth, und seine beträchtliche Anhängerschaft im Lande votierten für die Loslösung von Österreich, ein Ausgleich wäre (gemäß Kossuth) der „Tod der Nation“ und würde dem Land das „Zugseil fremder Interessen auferlegen“.
Letztendlich setzte sich jedoch die Meinung des Führers der Liberalen, Ferenc Deák, durch. Er argumentierte, dass ein freies Ungarn mit seinen starken slawischen und deutschen Minderheiten Gefahr liefe, in die Isolation zu geraten und letztendlich zwischen Russland und Deutschland zerrieben zu werden. Ein Bündnis mit dem durch das interne Nationalitätenproblem geschwächten Österreich unter der Führung eines Monarchen, der sich im Krönungseid der ungarischen Nation verpflichtet, wäre deshalb vorzuziehen. Den Adel überzeugte er überdies mit dem Hinweis, dass der Ausgleich die Möglichkeit bieten würde, die territoriale und politische Integrität des Großgrundbesitzes zu wahren und die Herrschaft über die nichtmagyarischen Nationen Ungarns fortzusetzen.
Die Verhandlungen über den Ausgleich mit dem Königreich Ungarn wurden Anfang 1867 abgeschlossen. Am 17. Februar 1867 ernannte Franz Joseph I. die neue ungarische Regierung unter Graf Andrássy. Die Wiener Verhandlungen wurden einen Tag später abgeschlossen. Am 27. Februar 1867 wurde der ungarische Reichstag wiederhergestellt. Am 15. März leistete Graf Andrássy mit seiner Regierung in Buda König Franz Joseph I. den Treueid. Zugleich traten die Regelungen des österreichisch-ungarischen Ausgleichs in Kraft. Das gilt als Geburtstag der Doppelmonarchie, wenn auch die in Ungarn am 12. Juni 1867 beschlossenen Ausgleichsgesetze im österreichischen Reichsrat erst am 21. Dezember 1867 beschlossen waren und am 22. Dezember 1867 in Kraft traten (vgl. Dezemberverfassung). Franz Joseph I. selbst wurde am 8. Juni 1867 in Buda zum König von Ungarn gekrönt.

### Doppelmonarchie 1867–1914

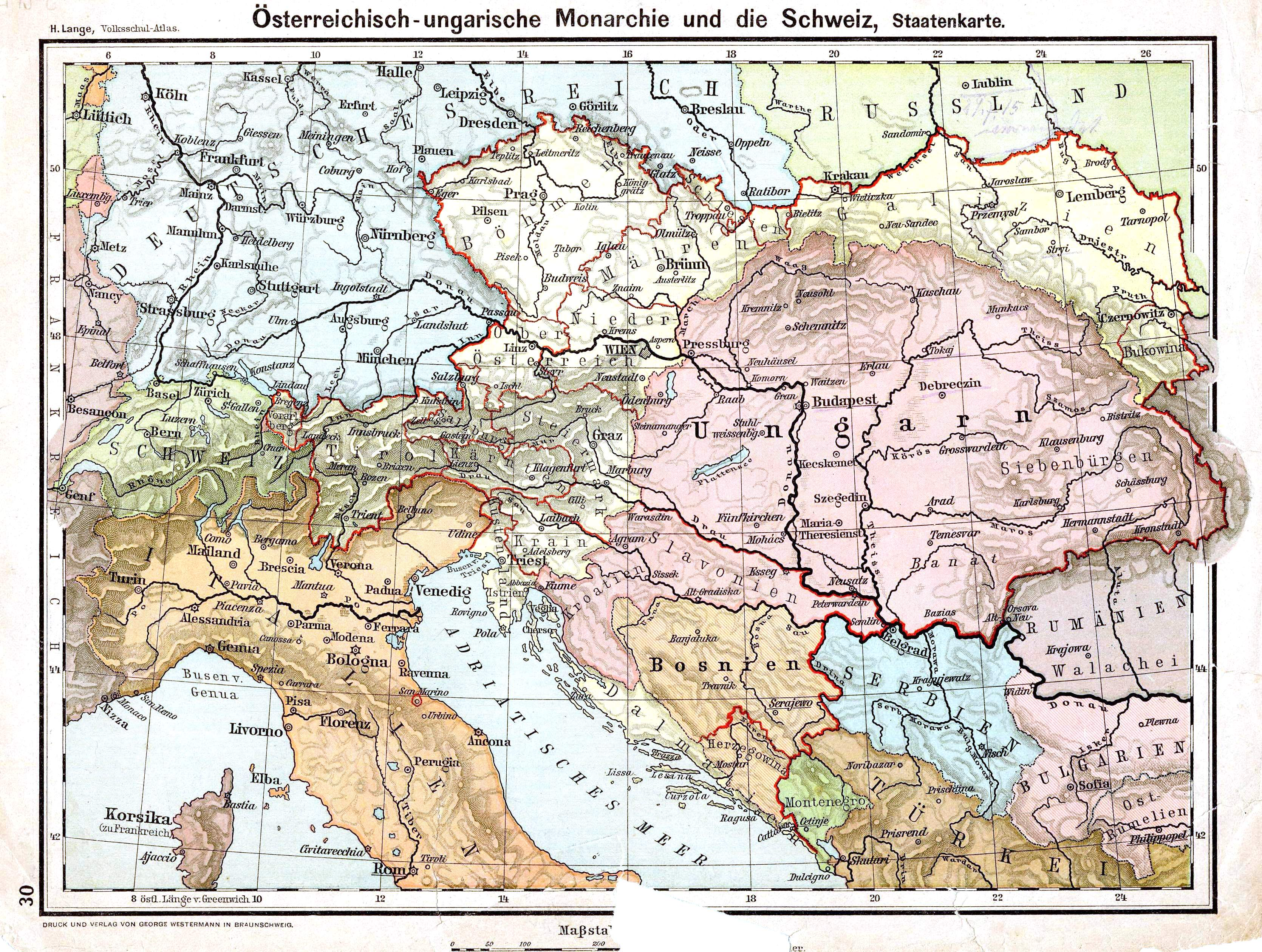
Österreich-Ungarn im Jahr 1899

Franz Joseph I. war formal das gemeinsame konstitutionelle Staatsoberhaupt (Personalunion), unter dessen Leitung die Außenpolitik, das gemeinsame Heer und die Kriegsmarine sowie die dazu nötigen Finanzen in den entsprechenden drei Reichs-, später k. u. k. Ministerien mit Sitz in Wien gemeinsam verwaltet wurden (Realunion):
- k. u. k. Außenminister; Vorsitzender im gemeinsamen Ministerrat
- k. u. k. Kriegsminister
- Gemeinsamer Finanzminister

(Die angeführten Lemmata enthalten Listen aller Amtsträger bis 1918.)
Alle anderen Angelegenheiten konnten Österreich und Ungarn von nun an getrennt regeln (es kam jedoch freiwillig zu einem gemeinsamen Währungs-, Wirtschafts- und Zollgebiet). Mit dem Abschluss des Ausgleichs waren jedoch keinesfalls alle Streitpunkte ausgeräumt. So hatte sich Ungarn eine Adaptierung alle zehn Jahre zusichern lassen.
Die Verhandlungen dazu wurden von den Ungarn vor allem mit dem Ziel der Schwächung der noch vorhandenen Bande und der Verbesserung ihrer wirtschaftlichen Position gegenüber Cisleithanien geführt. Die sich jeweils über viele Monate oder gar Jahre hinziehenden Verhandlungen der entsprechenden Kommissionen schufen ein Klima der permanenten Konfrontation und belasteten das Verhältnis zwischen den beiden Teilen der Realunion bis zur Planung eines Militäreinsatzes. Es zeigte sich, dass der Einfluss Franz Josephs I. als ungarischer König auf die ungarische Innenpolitik weit geringer war als jener auf die Regierungen in Cisleithanien als österreichischer Kaiser. Eines seiner letzten Druckmittel gegenüber den Ungarn blieb die Androhung der Einführung allgemeiner und freier Wahlen.
Der Ausgleich mit Ungarn, der Ungarn eine weit reichende staatliche Autonomie gebracht hatte, führte allerdings zum Protest anderer Nationalitäten, insbesondere der Slawen. Konkrete Forderungen nach einem ähnlichen Ausgleich wurden vor allem von den Tschechen für die Länder der böhmischen Krone (Böhmen, Mähren, Österreichisch-Schlesien) erhoben. Die unberücksichtigten Interessen anderer Nationalitäten und die ungarische Magyarisierungspolitik führten zu ethnischen Spannungen und zu Begriffen wie „Völkerkerker“. Andererseits prosperierte die Doppelmonarchie als gemeinsamer Wirtschaftsraum mit gemeinsamer Währung.
Die nichtdeutschen Nationalitäten hatten in Österreich, wo alle Nationalitäten zumindest de jure gleichberechtigt waren, wesentlich bessere Bedingungen als die nichtmagyarischen in Ungarn, das auf Magyarisierung der anderen Hälfte der Bevölkerung setzte. Dies betraf vor allem den Unterricht in der Muttersprache (obwohl höhere nichtdeutsche Schulen oft erkämpft werden mussten), die Verwendung der Muttersprache bei Ämtern und Behörden (Antworten in der Sprache des Antragstellers mussten allerdings erst gesetzlich vorgeschrieben werden) und die Vertretung im Reichsrat, dem Parlament Österreichs.
Diese Vertretung wurde allerdings sehr unterschiedlich genützt. Die Polen im Kronland Galizien arbeiteten – durch Steuergeschenke und Investitionen geködert – oft konstruktiv mit und stellten zeitweise Minister oder sogar den Ministerpräsidenten (Kasimir Felix Badeni, Agenor Gołuchowski der Ältere, Agenor Gołuchowski der Jüngere, Alfred Józef Potocki oder Leon Biliński). Viele tschechische Politiker bestritten die Zuständigkeit des Reichsrates für die Länder der böhmischen Krone grundsätzlich, sodass dort schon früher als in anderen Kronländern die Direktwahl der Abgeordneten vorgeschrieben werden musste. Tschechische Reichsratsabgeordnete machten die Beratungen des Abgeordnetenhauses immer wieder durch Lärmorgien unmöglich (Obstruktionspolitik), worauf die Regierung dem Kaiser die Vertagung des Reichsrates vorschlug und mit provisorischen Verordnungen weiterregierte.
In Ungarn waren die nichtmagyarischen Nationalitäten, welche die Hälfte der Bevölkerung ausmachten, durch Schulgesetze und Wahlrecht diskriminiert. Im Unterschied zu Österreich, wo dies bei den Reichsratswahlen 1907 gelungen war, wurde in Ungarn bis zum Ende der Doppelmonarchie kein allgemeines und gleiches Männerwahlrecht eingeführt. Vorrechte von Stand und Besitz waren in Ungarn wesentlich stärker maßgebend als in Österreich. Die herrschende Schicht Ungarns arbeitete im Rahmen ihrer politischen Möglichkeiten daran, Ungarn möglichst vollständig von Österreich unabhängig zu machen.
Als der Berliner Kongress 1878 Österreich-Ungarn die Okkupation Bosniens und der Herzegowina, beide formal weiterhin Bestandteile des Osmanischen Reiches, gestattete, wollten Österreich und Ungarn das neue Verwaltungsgebiet in ihren Staat eingliedern. Die salomonische Lösung war dann, dass Bosnien und Herzegowina weder zu Cis- noch zu Transleithanien geschlagen, sondern vom gemeinsamen Finanzministerium verwaltet wurden.

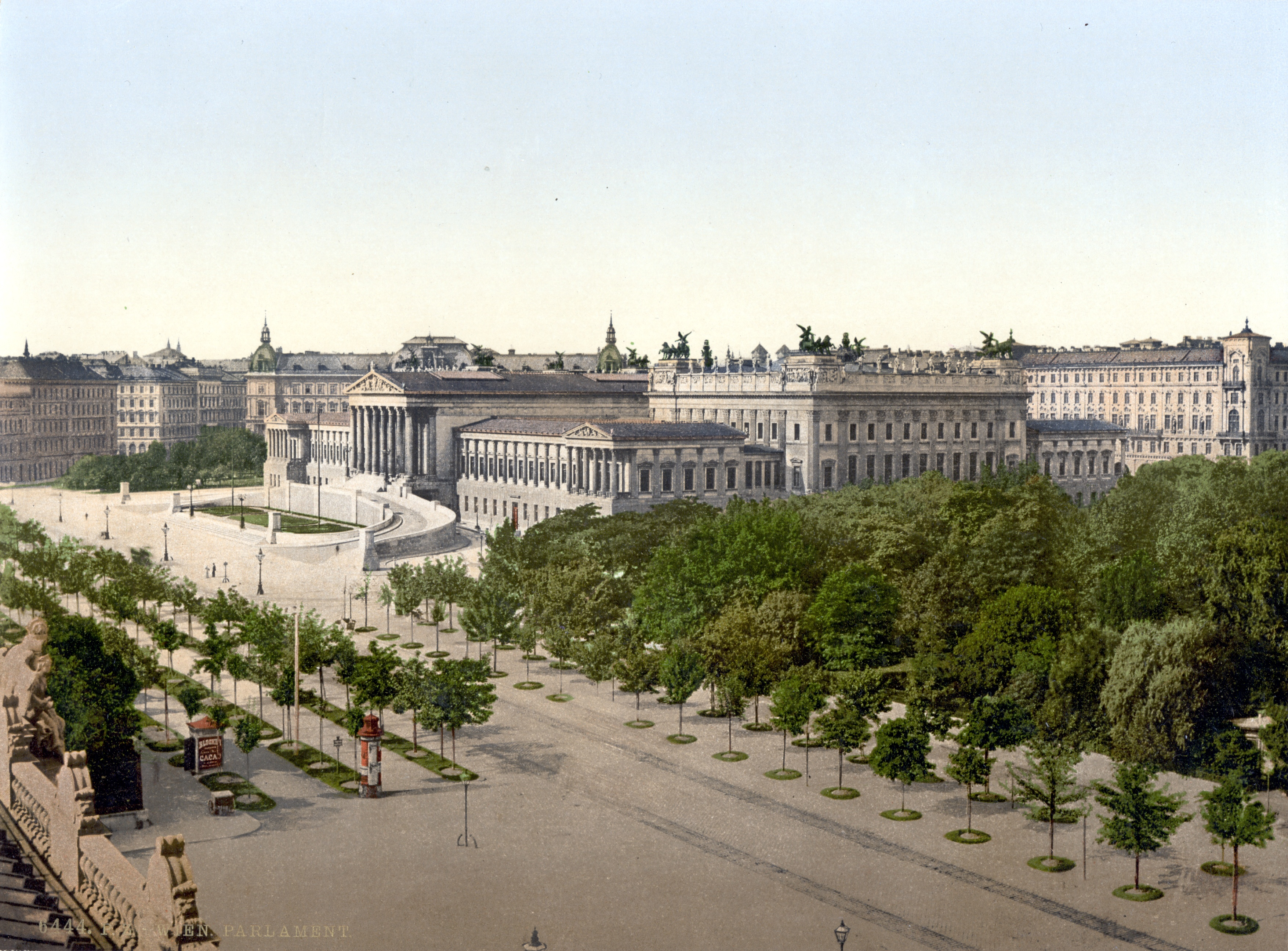
Das Reichsratsgebäude an der Wiener Ringstraße um 1900

Kaiser und König Franz Joseph I. war nach dem Ausgleich penibel darauf bedacht, seine beiden Monarchien gleich zu behandeln. Dies erstreckte sich bis zur Frage der Namensgebung für neue Schiffe der k. u. k. Kriegsmarine; Franz Joseph I. lehnte Namensvorschläge ab, die Ungarn (Magyaren) benachteiligt hätten. Der nach dem Selbstmord von Kronprinz Rudolf 1889 und dem Tod seines Vaters 1896 designierte Thronfolger Erzherzog Franz Ferdinand hingegen verbarg seine Abneigung gegen die herrschende Klasse Ungarns und ihre Magyarisierungs- und Erpressungspolitik gegenüber der Krone nicht und plante in seiner Militärkanzlei (er wurde 1913 Generalinspektor der gesamten bewaffneten Macht) im Schloss Belvedere einen auf die Armee gestützten Umbau der Doppelmonarchie nach dem Tod Franz Josephs I. Sein Vorhaben, aus der Doppelmonarchie durch gleichberechtigte Beteiligung der Südslawen als drittes Staatselement (Trialismus) eine „Tripelmonarchie“ zu machen, wäre wohl nur im Bürgerkrieg mit den Ungarn zu realisieren gewesen. Außerdem hätten die dann nach wie vor benachteiligten Tschechen wohl nicht unbeteiligt zugesehen. Auf Initiative Franz Ferdinands wurden außerdem Modelle zur Umwandlung der Monarchie in einen ethnisch-föderativen Staat entworfen (Modell der Vereinigten Staaten von Groß-Österreich nach Aurel Popovici), die jedoch nicht zur Realisierung kamen. Bei den Olympischen Spielen 1900–1912 nahm neben den Mannschaften aus Österreich und aus Ungarn eine eigene Mannschaft aus Böhmen teil. 1905 kam es im Königreich Ungarn, nach den dortigen Parlamentswahlen, zur Ungarischen Krise, bei der die ungarische Unabhängigkeitspartei ohne parlamentarische Mehrheit regierte und eine Trennung der gemeinsamen österreichisch-ungarischen Armee forderte, was de facto das Ende der Doppelmonarchie bedeutet hätte. Kaiser und König Franz Joseph I. rief 1906 Neuwahlen aus und beendete die Krise.
1908 brach im Osmanischen Reich die jungtürkische Revolution aus. Österreich-Ungarn wurde dadurch daran erinnert, dass Bosnien und die Herzegowina zwar von der k. u. k. Monarchie seit dreißig Jahren okkupiert und verwaltet wurden, jedoch formal Teile des Osmanischen Reiches geblieben waren. Franz Joseph I. sah nun die Chance, „Mehrer des Reiches“ zu werden, und stimmte dem Annexionsplan des gemeinsamen Finanzministers zu, wonach Außenminister Graf Aehrenthal am 5. Oktober 1908 zur förmlichen Einverleibung jener Gebiete schritt. Der einseitige, von keiner internationalen Konferenz unterstützte Rechtsakt, das Hoheitsgebiet der k. u. k. Monarchie auf Bosnien und die Herzegowina zu erstrecken, verursachte in Europa die „Bosnienkrise“. Dabei wurde klar, wie wenige Verbündete Österreich-Ungarn im Kriegsfall haben würde.
1908 beging Franz Joseph I. auch sein 60-Jahre-Jubiläum als Kaiser von Österreich. Kaiser Wilhelm II. und fast alle Oberhäupter der deutschen Teilstaaten gratulierten aus diesem Anlass persönlich in Wien. Ungarn sah sich „nicht zu Kundgebungen veranlasst“, war Franz Joseph I. doch bis zu seiner Krönung in Ungarn 1867 als Fremdherrscher empfunden worden. In Prag und Laibach kam es 1908 zu Ausschreitungen gegen die Deutschen als herrschendes Volk in der österreichischen Reichshälfte.

### Der Weg in den Krieg – Julikrise 1914

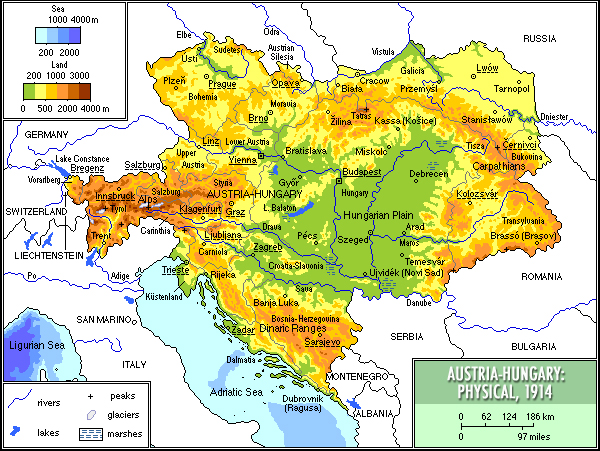
Österreich-Ungarn im Jahr 1914

Am 28. Juni 1914 besuchten Franz Ferdinand und seine Frau Sophie Herzogin von Hohenberg Sarajevo, die Hauptstadt des 1908 annektierten Bosniens. An jenem Tag beging Serbien zum ersten Mal den Veitstag als offiziellen Staatsfeiertag, den Jahrestag der Schlacht auf dem Amselfeld 1389, in der die Serben erbittert gegen eine Osmanische Armee kämpften, in Folge allerdings ihre Unabhängigkeit verloren. Nationalisten, die ein vereintes Serbien (und somit Gebiete der Monarchie, in denen Serben lebten) forderten, empfanden den Besuch des Paares als Provokation. Während der Fahrt durch Sarajevo wurde das Paar von dem serbischen Attentäter Gavrilo Princip erschossen, was zu einer schwerwiegenden Staatskrise, der Julikrise, führte.
Nach dem Attentat von Sarajevo erhielt Kaiser und König Franz Joseph ein Treuebekenntnis des deutschen Kaisers Wilhelm II., der ihm versicherte, „im Einklang mit seinen Bündnisverpflichtungen und seiner alten Freundschaft treu an der Seite Österreich-Ungarns [zu] stehen“. Dieses Treuebekenntnis, das nicht voraussetzte, dass weitreichende Entscheidungen Österreich-Ungarns vorher mit dem Deutschen Reich abgesprochen wurden, empfanden politische Beobachter als Blankoscheck. Wie weit zu diesem Zeitpunkt der europäische Krieg bereits im Kalkül der deutschen Führung lag, ist in der historischen Forschung bis heute umstritten (→ Fischer-Kontroverse).
Am 23. Juli stellte Österreich-Ungarn ein Ultimatum an Serbien, da man davon ausging, dass Serbien entscheidenden Anteil an dem Attentat hatte. Die Antwort aus Belgrad war nachgiebig und kooperativ. Die Serben hatten allerdings nicht alle Bedingungen der k. u. k. Doppelmonarchie vollständig akzeptiert. Österreichisch-ungarische Spitzenpolitiker und Militärs nahmen daher gern die Gelegenheit wahr, die serbische Antwort als unzureichend abzulehnen. In völliger Verkennung der Weltlage und der Schwäche der Monarchie motivierten sie den 84-jährigen Kaiser und König, der seit 48 Jahren keinen Krieg mehr geführt hatte, zur Kriegserklärung an Serbien, die am 28. Juli erfolgte.
Dies bewog Russland zur Generalmobilmachung, da sich das Zarenreich aufgrund des Panslawismus als Behüter der slawischen Völker sah und den Balkan als eigenes Einflussgebiet betrachtete. Das Russische Reich erklärte Österreich-Ungarn den Krieg. Hierauf trat für das Deutsche Reich der Bündnisfall ein. Dieses trat an der Seite von Österreich-Ungarn in den Krieg ein. Da Russland mit Frankreich und Großbritannien verbündet war (Entente), kamen diese beiden dem zaristischen Russland zu Hilfe, womit der „Große Krieg“ – später Erster Weltkrieg genannt – nicht mehr aufzuhalten war.

### Österreich-Ungarn im Ersten Weltkrieg
Österreich-Ungarn war vor allem im wirtschaftlichen Bereich noch weniger als Deutschland auf einen langen Krieg vorbereitet. Manche Historiker sehen die Monarchie sogar als am wenigsten vorbereitete europäische Großmacht. Seine schwache politische und wirtschaftliche Struktur machte es für den modernen totalen Krieg besonders verletzlich, es hatte weniger Ressourcen für den Krieg zur Verfügung als jede andere Großmacht. Aber die politischen Führer in der Julikrise hatten nur einen kurzen Konflikt erwartet, der die politischen Probleme lösen sollte, ohne dass die schwache politische und wirtschaftliche Struktur der Monarchie zum Tragen kam.
Wie die deutsche Politik war auch die österreichisch-ungarische noch zu sehr in der veralteten Vorstellung der Kabinettskriege der vergangenen Jahrhunderte verhaftet. Diese stark anachronistische Kabinettspolitik, die Völker und Grenzen einfach verschob, wurde aber oft gemischt mit moderner Politik, die den Volkswillen scheinbar berücksichtigte, aber in Wahrheit meist nur ein Deckmantel, nur leere Hülle ohne Inhalt war.
Bei allen Unzulänglichkeiten der Wiener Diplomatie räumt der Historiker Gary W. Shanafelt ein, dass in der Situation des Ersten Weltkrieges auch die Fähigkeiten eines Metternich nicht ausgereicht hätten, um in den Leidenschaften dieses Krieges und bei den unlösbaren Nationalitätenproblemen Österreich-Ungarns, sei es durch einen Frontwechsel, sei es durch das Ausscheiden aus dem Krieg und die Einnahme einer neutralen Position, die Monarchie unversehrt, unter Wahrung ihres Großmachtstatus, in die Nachkriegszeit hinüberzuretten.
Italien blieb zunächst neutral. Es sah sich trotz des Bündnisses (Dreibund) mit Österreich-Ungarn und dem Deutschen Reich nicht in der Pflicht, da es ein Defensivbündnis gewesen war und Italien die Mittelmächte (womit nicht die Größe der Macht, sondern die Lage in Mitteleuropa gemeint war) für die Verantwortlichen des Kriegsausbruches hielt.
Italien stellte an Österreich-Ungarn die Forderung, italienischsprachige Gebiete der k. u. k. Monarchie, das Trentino, Triest, Istrien und Teile Dalmatiens, abzutreten. Österreich-Ungarn wollte allenfalls das Trentino (Welschtirol) abtreten. Deutschland erkannte die Gefahr, dass die Entente Italien in ihr Lager ziehen könnte, und drängte Österreich-Ungarn, die Forderungen Italiens anzunehmen. Die Entente versprach im Vertrag von London Italien mehr: 1915 wechselte der ehemalige Bündnispartner Österreich-Ungarns in der Hoffnung, das Risorgimento abschließen und beide Küsten der Adria („mare nostro“ = unser Meer) beherrschen zu können, die Seiten und erklärte am 23. Mai 1915 den Krieg an Österreich-Ungarn.
Der Fragilität des Vielvölkerstaates zum Trotz kämpfte die österreichisch-ungarische Armee bis zum Ende des Krieges. In Galizien musste die Armee zu Kriegsbeginn im Spätsommer 1914 schwere Niederlagen gegen die russischen Angriffsarmeen hinnehmen. Unersetzliche Verluste erlitt bereits in diesen Großkämpfen insbesondere das k. u. k. Offizierkorps. Vorübergehend gab es sogar die Furcht, die Russen könnten bis Wien vordringen. Die russische Bedrohung Ungarns und anderer lebenswichtiger Gebiete der Monarchie konnte erst ab Frühjahr 1915 abgewendet werden. Der deutsche Verbündete ging mit starken Kräften an der Ostfront in die Offensive und zwang die Russen schließlich zum Großen Rückzug aus Galizien und zur Aufgabe Polens. Allerdings verschärfte sich die Lage im Sommer 1916 erneut, als sich das k. u. k. Heer der Brussilow-Offensive des wiedererstarkten Zarenreichs gegenübersah. Wiederum stützte das Deutsche Reich den bedrängten Bündnispartner in größter Not, ein russischer Durchbruch konnte verhindert werden. 1916/17 konnte dann der neue Kriegsgegner Rumänien mit wiederum entscheidender deutscher Hilfe geschlagen werden. Die im Spätsommer 1916 entstandene große Gefahr für die Südflanke der Donaumonarchie war somit beseitigt.
Serbien, von der Wiener „Kriegspartei“ als leichte Beute betrachtet, leistete 1914 erbitterten Widerstand gegen drei Offensiven der Donaumonarchie. Stark geschwächt, konnte es erst im Herbst 1915 mit deutscher und bulgarischer Hilfe niedergerungen werden und wurde besetzt, wodurch die Landverbindung zum osmanischen Verbündeten geöffnet wurde. Im Jänner 1916 wurde auch Montenegro erobert und besetzt.
Italien gelang es auch in zwölf Isonzo-Schlachten nicht, in den angeblich „weichen Unterleib“ der k. u. k. Monarchie einzudringen; im Gegenteil, nach der 12. Schlacht rückten die österreichisch-ungarischen Truppen mit Unterstützung der deutschen 14. Armee bis an den Piave in Oberitalien vor. Auch im Gebirgskrieg in den Dolomiten in Südtirol blieb Italien erfolglos. Die Adria wurde eher von der k. u. k. Kriegsmarine beherrscht als von Italien.
Kriegsgefangene alliierte Soldaten wurden unter anderem in den im heutigen Österreich gelegenen, großen Lagern Sigmundsherberg und Feldbach festgehalten. Große Internierungslager befanden sich in Drosendorf, Karlstein an der Thaya und Grossau. Nicht nur Kriegsgefangene, sondern auch „unzuverlässige“ Bürger Österreich-Ungarns wurden interniert. Russophile Ruthenen aus Galizien, der Bukowina und der Karpatenukraine wurden beispielsweise in die Lager Thalerhof und Theresienstadt deportiert, wo viele von ihnen starben.
Die 1917 gehegte Hoffnung, dass der Waffenstillstand mit Russland, dem dort im selben Jahr die Oktoberrevolution folgte, die Wende zu einem Sieg der Mittelmächte einleiten würde, erfüllte sich aufgrund der mittlerweile eingetroffenen Streitkräfte der Vereinigten Staaten nicht.
Die Überlegenheit des Deutschen Reiches, das wesentlich mehr Menschen, Rohstoffe und Waffen für den Krieg aufbringen konnte, ließ die k. u. k. Monarchie im Lauf des Krieges immer mehr unter den Einfluss des deutschen Generalstabes gelangen. Dieser wollte auch nach dem Kriegseintritt der USA 1917 auf Seiten der Entente lange nicht eingestehen, dass der Krieg nicht mehr zu gewinnen war. Die deshalb geheim erfolgten halbherzigen Friedensbemühungen Kaiser Karls I. blieben vergeblich. Auch seine Versuche, in Ungarn ein allgemeines, gleiches und direktes Wahlrecht durchzusetzen, scheiterten an der zunehmenden Radikalisierung der ungarischen Eliten.
Im Hinterland gab es 1918 große Versorgungskrisen und Streiks, in der Bucht von Kotor in Dalmatien meuterten Matrosen.

### Ende der Doppelmonarchie

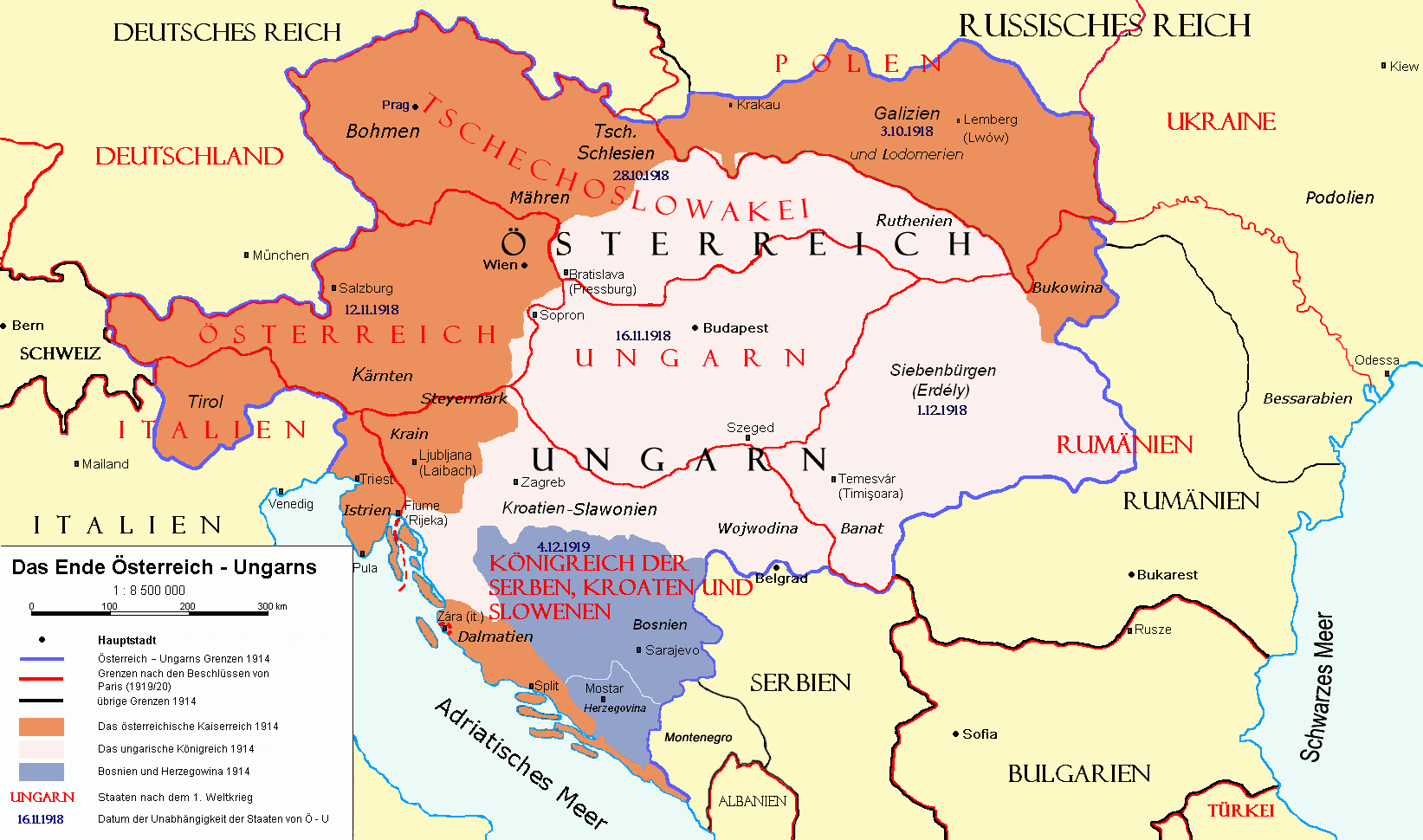
Die Aufteilung der Österreichisch-Ungarischen Monarchie gemäß den Pariser Vorortverträgen nach dem Ersten Weltkrieg

Als der Reichsrat, das Parlament der österreichischen Reichshälfte, für den 30. Mai 1917 nach mehr als drei Jahren parlamentsloser Regierung wieder einberufen wurde, legten Abgeordnete aus den Kronländern Bekenntnisse zu Nationalstaaten ab:
Die Polen Galiziens wollten sich einem neu entstehenden polnischen Staat anschließen, die Ukrainer Galiziens keinesfalls unter polnische Herrschaft gelangen. Die Tschechen strebten einen tschechoslowakischen Staat an, die Slowenen und Kroaten wollten mit den Serben einen südslawischen Staat bilden.
Die Deutschböhmen und Deutschmährer wollten das von den Tschechen beschworene frühere böhmische Staatsrecht nicht anerkennen, da sie befürchteten, in den Ländern der böhmischen Krone als Minderheit unter tschechische Herrschaft zu geraten.
In Ungarn konnten sich die nichtmagyarischen Nationalitäten kaum artikulieren, da sie im Budapester Reichstag auf Grund des minderheitenfeindlichen ungarischen Wahlrechts kaum vertreten waren und alle anderen Äußerungen der Kriegszensur unterlagen. Slowaken, Rumänen und Kroaten sahen aber wenig Anlass, weiterhin unter magyarischer Oberhoheit zu leben.
Ein Ausweg aus dieser rechtlich und politisch verfahrenen Situation ließ sich im Krieg ebenso wenig finden wie vor 1914. Am 16. Oktober 1918 erließ Karl I. auf Vorschlag der kaiserlich-königlichen Regierung unter Hussarek-Heinlein für Cisleithanien das Völkermanifest. Dieses Manifest sollte den Anstoß dazu geben, die österreichische Reichshälfte unter der Schirmherrschaft des Kaisers in eine Konföderation freier Völker umzuwandeln. Die Nationalitäten Österreichs wurden dazu aufgerufen, eigene Nationalräte (Volksvertretungen) zu bilden.
Die ungarische Regierung Wekerle, welche die Lage gründlich verkannte, lehnte das Manifest strikt ab; sie kündigte hingegen am 18. Oktober mit Zustimmung von König Karl IV. an, im Reichstag einen Gesetzesvorschlag über die Personalunion mit Österreich einzubringen. Die seit dem Ausgleich von 1867 bestehende Realunion sollte damit beendet werden; die Magyaren wollten jede politische Verbindung mit Österreich auflösen. Die Nationalitätenfragen Österreichs ließen sich jedoch nicht von denen Ungarns trennen: Die Kroaten im österreichischen Dalmatien wollten den südslawischen Staat mit den Kroaten des ungarischen Kroatien gründen, die österreichischen Tschechen die Tschechoslowakei mit den ungarischen Slowaken.
Der mit dem Manifest unternommene Versuch, die Neuordnung der k. u. k. Monarchie unter wenigstens nomineller Führung durch das Haus Habsburg-Lothringen zu ermöglichen, musste somit fehlschlagen. Nationale Wünsche waren weitaus stärker als verbliebene Reste dynastischer Loyalität.
Am 21. Oktober 1918 bildeten die deutschen Abgeordneten des Reichsrates unter Bezugnahme auf das Manifest des Kaisers die Provisorische Nationalversammlung für Deutschösterreich. Am 30. Oktober gab die Nationalversammlung unter Vorsitz von Karl Seitz ihrem 20-köpfigen Vollzugsausschuss den Namen Staatsrat (Vorsitz: ebenfalls Seitz; Staatskanzler: Karl Renner), der die 14 Ressortchefs umfassende Staatsregierung Renner I berief, welche die Staatsämter (die späteren Ministerien) leitete.
Am 28. Oktober 1918 übernahmen die Tschechen in Prag von den bisherigen k. k. Behörden unblutig die Macht und riefen die Tschechoslowakische Republik aus; Mitglieder des Tschechoslowakischen Nationalausschusses übernahmen die Leitung der Statthalterei, der Landesverwaltungskommission, der Polizei und der Kriegsgetreideverkehrsanstalt.
Slowenen und Kroaten wurden ab 29. Oktober Mitgründer des neuen südslawischen Staates. In Siebenbürgen übernahm Rumänien die Macht (Ungarisch-Rumänischer Krieg). Die ungarische Regierung kündigte per 31. Oktober 1918 die Realunion mit Österreich auf, womit Österreich-Ungarn aufgelöst war.
Der gemeinsame Außenminister Gyula Andrássy der Jüngere trat am 2. November zurück, der gemeinsame Finanzminister Alexander Spitzmüller am 4. November 1918. Der gemeinsame Kriegsminister Rudolf Stöger-Steiner von Steinstätten wirkte nach dem 11. November 1918 unter der Aufsicht des deutschösterreichischen Staatsrates noch an der Liquidierung des k. u. k. Kriegsministeriums mit.
Am 11. November 1918 wurde Karl I. (der schon eine Woche vorher von einzelnen Medien als „der ehemalige Kaiser“ bezeichnet wurde) von den republikanisch gesinnten deutsch-österreichischen Spitzenpolitikern und seiner letzten k. k. Regierung dazu bewogen, auf „jeden Anteil an den Staatsgeschäften“ zu verzichten; die förmliche Abdankung hatte er abgelehnt. Am selben Tag entließ der Kaiser die funktionslos gewordene k. k. Regierung von Ministerpräsident Heinrich Lammasch (sie war schon am 26. Oktober als „Liquidationsministerium“ bezeichnet worden). Am 12. November 1918 fand in Wien die letzte Reichsratssitzung statt, am selben Tag rief die Provisorische Nationalversammlung für Deutschösterreich die Republik aus. Am 13. November leistete der letzte Habsburger-Monarch als König Karl IV. von Ungarn den gleichen Verzicht. Ungarn wurde drei Tage später vorübergehend Republik und blieb danach Königreich ohne König.
In zwei Verträgen – Vertrag von Saint-Germain 1919 mit Österreich und Vertrag von Trianon 1920 mit Ungarn – wurden Gebietsabtretungen und Grenzen der Nachfolgestaaten der Doppelmonarchie offiziell festgelegt.
Die Verträge bestätigten die völkerrechtliche Anerkennung der neuen Staaten Ungarn, Polen, Tschechoslowakei, Königreich der Serben, Kroaten und Slowenen (SHS-Staat, ab 1929 Königreich Jugoslawien) sowie Gebietsabtretungen an Italien und Rumänien. Deutschösterreich wurde der Anschluss an die neue deutsche Republik verboten. Im Vertrag wurde der Begriff „Deutsch“ im Staatsnamen bewusst nicht verwendet: Der Vertrag wurde daher mit der „Republik Österreich“ geschlossen, der bis dahin geführte Staatsname „Deutschösterreich“ erschien nicht mehr. Ungarn musste zugunsten der Tschechoslowakei, Rumäniens, des Königreichs der Serben, Kroaten und Slowenen sowie Österreichs auf zwei Drittel des bisherigen Staatsgebietes verzichten und die Habsburger entthronen.
Welche Staaten nun im völkerrechtlichen Sinne als Nachfolgestaaten Österreich-Ungarns gelten, ist in der Fachliteratur oft widersprüchlich dargestellt. So schreibt das Wörterbuch des Völkerrechts einzig Deutschösterreich, Ungarn, der Tschechoslowakei und dem SHS-Staat zu, Sukzessionsstaaten der untergegangenen Österreichisch-Ungarischen Monarchie zu sein, während Rumänien, Polen und Italien, die in anderen Quellen
ebenfalls als Nachfolgestaaten bezeichnet werden, wegen ihrer vorher schon vorhandenen Staatlichkeit nicht dazu gezählt werden.
Die vielen Irredentisten, die schließlich zur Auflösung der Monarchie führten, waren nach Mark Cornwall letztlich erfolgreich, weil es die Habsburger verabsäumt hatten, ihr „eigenes Haus in Ordnung zu halten“.

### Oktober/November 1918: Chronologie des Zerfalls
- 29. September: Massiver Angriff der Entente an der Westfront; daraufhin verlangt der stellvertretende deutsche Heereschef Erich Ludendorff von seiner Regierung sofortige Waffenstillstandsverhandlungen. Das Königreich Bulgarien, Verbündeter der Mittelmächte, schließt Waffenstillstand. An der italienischen Front leiden die k. u. k. Truppen unter Hunger, Nachschubmangel, Erschöpfung und Fahnenflucht. Die zentrifugalen Kräfte Österreich-Ungarns sehen wachsende Erfolgschancen.
- 6. Oktober: Bildung des Nationalrates der Slowenen, Kroaten und Serben. Die königlich-ungarische Regierung in Budapest verliert ihre Autorität in Agram.
- 16. Oktober: Kaiser Karl I. unterzeichnet das von der k. k. Regierung Hussarek-Heinlein entworfene „Völkermanifest“ zum Umbau des Kaisertums Österreich in einen Bund selbstständiger Nationalstaaten. Ziel der Politiker der Nationalitäten ist aber die Unabhängigkeit.
- 21. Oktober: Die 1911 gewählten deutschen Reichsratsabgeordneten Österreichs bilden in Wien die Provisorische Nationalversammlung für Deutschösterreich.
- 24. Oktober: Die k. k. Regierung in Wien hat ihre Autorität eingebüßt. Ihre Anordnungen werden zum Teil nicht mehr befolgt. Der ungarische Reichstag in Budapest erklärt mit Zustimmung von König Karl IV. auf Antrag der kgl. ung. Regierung Sándor Wekerle den österreichisch-ungarischen Ausgleich von 1867 per 31. Oktober für erloschen. An der italienischen Front startet Italien auf Wunsch der Entente mit der Schlacht von Vittorio Veneto die letzte entscheidende Offensive.
- 26. Oktober: Karl I. löst das Bündnis mit dem Deutschen Reich.
- 27. Oktober: Berufung des „Liquidationsministeriums“ Lammasch in Wien durch Karl I. Die Vereidigung findet tags darauf statt.
- 28. Oktober: Der Tschechoslowakische Nationalausschuss in Prag übernimmt die Verwaltung Böhmens von der k. k. Statthalterei und beschließt die Gründung des unabhängigen tschechoslowakischen Staates. Galizien löst sich vom Kaisertum Österreich, um als Westgalizien dem wieder erstehenden polnischen Staat und als Ostgalizien der neugegründeten Westukrainischen Volksrepublik anzugehören. In Ungarn beginnt die sogenannte Asternrevolution.
- 29. Oktober: Der Mährische Nationalausschuss übernimmt die Leitung der k. k. Statthalterei und der militärischen Kommandobehörden in Brünn. Der kroatische Landtag erklärt Kroatiens Austritt aus Österreich-Ungarn. In Agram wird der Staat der Slowenen, Kroaten und Serben (SHS-Staat) proklamiert, dem alle südslawischen Gebiete der bisherigen Monarchie angehören sollen. Der slowenische Nationalrat in Laibach erklärt die von Slowenen besiedelten Gebiete für unabhängig von Österreich. Das österreichisch-ungarische Armeeoberkommando leitet Waffenstillstandsverhandlungen mit Italien ein.
- 30. Oktober: Kaiser und König Karl I./IV. erteilt den Befehl, die k. u. k. Kriegsmarine an Kroatien zu übergeben. Die Provisorische Nationalversammlung für Deutschösterreich bestellt das erste Kabinett, womit Deutschösterreich als Staat konstituiert ist; Karl Renner wird Staatskanzler. Der tschechoslowakische Nationalausschuss übernimmt die k. u. k. Militärkommanden in Prag, Pilsen und Leitmeritz.
- 31. Oktober: Der Nationalrat in Laibach erklärt den Beitritt Sloweniens zum SHS-Staat. Die Vertreter der Rumänen im Königreich Ungarn erklären den Beitritt Siebenbürgens zum Königreich Rumänien. Der frühere kgl. ung. Ministerpräsident István Tisza wird in Budapest ermordet. Südslawische Offiziere übernehmen das Kommando der Kriegsmarine.
- 1. November: Die k. k. Regierung Lammasch beginnt in Wien, die Geschäfte an die deutsch-österreichische Regierung Renner I zu übergeben. Die Verwaltung Bosniens wird seinem Nationalausschuss übergeben. Die Leitung der k. k. Polizeidirektion Wien wird auf den deutsch-österreichischen Staatsrat vereidigt.
- 2. November: Der schon zuvor deponierte Auftrag des neuen Verteidigungsministers der ungarischen Regierung Mihály Károlyi, Béla Linder, an die ungarischen Regimenter an der italienischen Front, den Kampf einzustellen und die Waffen niederzulegen, wird vom Armeeoberkommando offiziell an die Truppen weitergeleitet. Der letzte k. u. k. Außenminister, Gyula Andrássy der Jüngere, tritt zurück.
- 3./4. November: Waffenstillstand von Villa Giusti bei Padua zwischen der bewaffneten Macht Österreichs und Ungarns und der Entente. Der Termin des von der Armee dringend erwarteten In-Kraft-Tretens wird vor der Unterzeichnung auf italienischen Wunsch auf 24 Stunden nach hinten verschoben und erreicht nicht mehr rechtzeitig die Truppe; dies ermöglicht Italien die Gefangennahme Hunderttausender österreichischer Soldaten im letzten Moment. Italien besetzt Tirol südlich des Brenners, Triest und das österreichische Küstenland.[16] Der letzte gemeinsame Finanzminister, Alexander Spitzmüller, tritt zurück.
- 6. November: Karl I./IV. ordnet die Demobilisierung der verbliebenen Einheiten der Armee an. Deutsche Truppen besetzen von 6. bis 10. November Teile der Bundesländer Tirol und Salzburg.[26]
- 11. November: Regierungsverzicht von Kaiser Karl I. in Deutschösterreich, Entlassung der k. k. Regierung Lammasch. Der letzte k. u. k. Kriegsminister, Rudolf Stöger-Steiner von Steinstätten, tritt ab.
- 12. November: Der Staat Deutschösterreich erklärt sich durch Beschluss seiner Provisorischen Nationalversammlung zur Republik und zum Bestandteil der deutschen Republik. Die Delegationen und das Herrenhaus des Reichsrates sowie die k. u. k. und k. k. Ministerien werden aufgelöst.
- 13. November: Regierungsverzicht von König Karl IV. für Ungarn. Die ungarische Regierung, die sich vom am 3./4. November in Kraft getretenen Waffenstillstand nicht betroffen sieht, da Ungarn die Realunion mit Österreich Ende Oktober 1918 beendet hat, schließt in Belgrad eine Militärkonvention, die Ungarns Waffenstillstandsbedingungen verschlechtert.
- 14. November: Tomáš Garrigue Masaryk, noch außer Landes, wird zum Präsidenten der Tschechoslowakischen Republik gewählt. Seine Designierung durch die tschechischen Exilpolitiker war bereits am 24. Oktober in Paris erfolgt.
- 16. November: Ungarn erklärt sich zur Republik, erster Präsident wird Károlyi.
- 23. November: Italienische Truppen besetzen die Tiroler Landeshauptstadt Innsbruck.[27]
- 28. November: Die Bukowina, nach dem Zerfall Altösterreichs „staatenlos“, wird vom Königreich Rumänien annektiert.
- 1. Dezember: Die „Große Nationalversammlung“ proklamierte vor 100.000 versammelten ungarischen Rumänen in Alba Iulia (Karlsburg) in den „Karlsburger Beschlüssen“ den Anschluss Siebenbürgens, des Banats und weiterer ungarischer Gebiete an Rumänien.

Literaturnachweise

## Nachwirkungen Österreich-Ungarns in die heutige Zeit

### Einordnung Österreich-Ungarns in den Nachfolgestaaten
In den ersten Jahrzehnten nach dem Ende der k. u. k. Monarchie wurde diese von Kritikern häufig als „Völkerkerker“ und „dem Untergang geweiht“ bezeichnet. Die Nachfolgestaaten sahen ihre gemeinsame Geschichte vor 1918 vor allem unter dem Aspekt der Unterdrückung und Verhinderung der Selbstbestimmung der Nationalitäten. Die Schlagworte „Völkerkerker“, aber auch „Germanisierung“ im Hinblick auf die Habsburgermonarchie wurden im südslawischen Raum ab 1918 und verstärkt nach 1945 verwendet und hielten sich bis in die 1990er Jahre im öffentlichen Gedächtnis und Diskurs. Im Gegensatz dazu bezeichnete Winston Churchill die Zertrümmerung Österreich-Ungarns als große Tragödie, weil dieses Reich einer großen Anzahl von Völkern jahrhundertelang den Vorteil von Handel und Sicherheit beziehungsweise eines gemeinsamen Lebens ermöglichte und nach dessen Zerfall keines dieser Völker gegen den Druck Deutschlands oder Russlands bestehen konnte.
Spätestens seit dem EU-Beitritt der meisten Nachfolgestaaten lässt sich wieder unbefangen über auch positive Seiten des früheren gemeinsamen Staates sprechen: das große gemeinsame Wirtschaftsgebiet, die Personenfreizügigkeit, die staatsbürgerlichen Rechte, die für damalige Zeiten moderne Gerichtsbarkeit bzw. Verwaltung und die schrittweise politische Emanzipation der ärmeren Bevölkerungsschichten. Denn nach den Wirren der Zwischenkriegszeit, dem zunehmenden Antisemitismus und Rassismus, dem Zweiten Weltkrieg, dem Holocaust und vier Jahrzehnten kommunistischer Diktatur werden diese Errungenschaften vielfach anders bewertet als zuvor. Die meisten Bewohner der Doppelmonarchie assoziierten trotz vieler Mängel (Massenarmut oder Nationalitätenprobleme bzw. Magyarisierung) mit der Habsburgermonarchie staatliche Bildung, beginnende einfache Sozialhilfe, ein allgemeines Gesundheitswesen, weitgehende religiöse Toleranz, Rechtsstaatlichkeit und den Erhalt einer entwickelten Infrastruktur. Auch anerkannten die meisten Aktivisten der Minderheiten dabei die Bedeutung des Gemeinwesens Österreich-Ungarn als ein System der kollektiven Sicherheit, wobei zwischen dem österreichischen bzw. dem ungarischen Reichsteil große Unterschiede herrschten. Diese Merkmale der Habsburgermonarchie blieben noch lange in Erinnerung.
Der „Habsburger-Effekt“ soll noch heute die Bewohner diesseits der ehemaligen Grenzen prägen. Ehemalige Institutionen der Monarchie wirken demnach noch nach mehreren Generationen durch kulturelle Normen fort. Menschen, die auf dem ehemaligen Gebiet leben, würden messbar mehr Vertrauen in lokale Gerichte und Polizei haben und auch weniger Bestechungsgelder für öffentliche Dienste zahlen als ihre Landsleute jenseits der alten Grenze.
In den Nachfolgestaaten der Doppelmonarchie wird bis heute weitgehend das schon 1918 gegebene Eisenbahnnetz betrieben. Vielerorts sind noch öffentliche Gebäude (vom Theater bis zum Bahnhof) im typischen Baustil der Zeit vor 1918 erhalten. Auch in der Wissenschafts- und Kulturgeschichte ist das Erbe der Monarchie unübersehbar.

### Wirtschaftliche und politische Kooperationsformen
Kritiker der heutigen österreichischen Außenpolitik bemängeln, dass die Zusammenarbeit mit den österreichischen Nachbarstaaten im Norden, Osten und Südosten seit 1989 keine wesentliche Rolle gespielt habe. Dem stehen sehr beträchtliche Investitionen österreichischer Unternehmen in diesen Nachbarländern gegenüber. Außerdem existieren auch innerhalb der Europäischen Union besonders intensivierte Kooperationen zwischen Ländern auf dem Gebiet der ehemaligen Monarchie. So streben die Visegrád-Staaten schon seit 1991 nach stärkerer politischer und wirtschaftlicher Kooperation untereinander.

### Folgen von Migrationsbewegungen und kulturelle Identifikation
Als Folge der beiden Weltkriege und des anschließenden Kalten Krieges sind mehrere Millionen Angehörige deutschsprachiger, ehemals österreichisch-ungarischer Familien als Flüchtlinge, Heimatvertriebene und Spätaussiedler in die Bundesrepublik Deutschland gelangt, wo sie seither mit ihren Nachkommen ansässig sind und sich größtenteils der jeweiligen regionalen Mehrheitsbevölkerung assimiliert haben. Der Anteil dieser Familien, der in Westdeutschland Aufnahme fand, ist weitaus größer als der in Österreich sesshaft gewordene Teil, obwohl auch nach dem Zerfall der Monarchie die Republik Österreich – und hier insbesondere die Stadt Wien – seit jeher häufig als kulturelles Zentrum der deutschsprachigen Altösterreicher angesehen wurde. Weitere Familien sind in andere Länder wie die USA, Kanada, Israel oder Australien ausgewandert.

## Reichsteile und Länder
| Gliederung von Österreich-Ungarn |
| --- |
| Karte Österreich-Ungarns |
| Cisleithanien 1. Böhmen 2. Bukowina 3. Kärnten 4. Krain 5. Dalmatien 6. Galizien und Lodomerien 7. Görz und Gradisca; Triest mit Gebiet; Istrien 8. Österreich unter der Enns 9. Mähren 10. Salzburg 11. Österreichisch-Schlesien 12. Steiermark 13. Tirol 14. Österreich ob der Enns 15. Vorarlberg |
| Transleithanien 16. Ungarn (mit Wojwodina und Siebenbürgen) 17. Kroatien und Slawonien |
| (18.) Bosnien und Herzegowina |

| Rang | Stadt             | Einwohner |
| ---- | ----------------- | --------- |
| 01.  | Wien              | 2.083.630 |
| 02.  | Budapest          | 880.371   |
| 03.  | Triest            | 229.510   |
| 04.  | Prag              | 223.741   |
| 05.  | Lemberg           | 206.113   |
| 06.  | Krakau            | 151.886   |
| 07.  | Graz              | 151.781   |
| 08.  | Brünn             | 125.737   |
| 09.  | Szeged            | 118.328   |
| 10.  | Maria-Theresiopel | 94.610    |

Lage Österreich-Ungarns in Europa im Jahr 1914

Der Fluss Leitha bildete streckenweise die Grenze zwischen den beiden Reichshälften Österreich und Ungarn (entspricht der heutigen burgenländischen Westgrenze). Daraus leiteten sich die Bezeichnungen Cisleithanien („Land diesseits der Leitha“ für die westliche Reichshälfte) und Transleithanien („Land jenseits der Leitha“ für die östliche Reichshälfte) ab: Cisleithanien hieß offiziell Die im Reichsrate vertretenen Königreiche und Länder (vorher inoffiziell, seit 1915 offiziell Österreich genannt); jene einzelnen Länder wurden als Kronländer und die transleithanischen offiziell als Die Länder der heiligen ungarischen Stephanskrone bezeichnet. Die Länder der Monarchie bildeten teilautonome Gliedstaaten und hatten eine jahrhundertealte Geschichte. Sie bildeten vor ihrem Erwerb durch die Habsburger teilweise eigenständige Staaten und hatten seit dem Februarpatent von 1861 wieder einige eigene staatliche Institutionen zur Verfügung. Staatsoberhaupt war immer in Personalunion der Kaiser und König, der durch einen Landeschef bzw. Landespräsidenten vertreten wurde.
Von beiden Reichshälften gemeinsam verwaltet wurde das zuvor zum Osmanischen Reich gehörige Land Bosnien und Herzegowina, das 1878 besetzt und 1908 unter Inkaufnahme der Bosnischen Annexionskrise in den Reichsverband eingegliedert wurde. Die folgenden Tabellen zeigen die Ergebnisse des Zensus vom 31. Dezember 1910.

### Pachtgebiet in China
Im Gegensatz zu vielen anderen europäischen Groß- und Mittelmächten hatte Österreich-Ungarn keine Ambitionen, ein Kolonialreich zu errichten. Die einzige außereuropäische koloniale Besitzung der Doppelmonarchie bestand zwischen 1901 und 1917 in einer kleinen Konzession in der chinesischen Stadt Tianjin (Tientsin). Das Kaiserreich China musste dieses Gebiet aufgrund der erfolgreichen Beteiligung Österreich-Ungarns an der im Jahr 1900 erfolgten Niederschlagung des Boxeraufstandes abtreten. Die Konzession lag am östlichen Flussufer des Hai He (Peiho), umfasste ungefähr eine Fläche von 62 ha und zählte um die 40.000 Einwohner. Mit der Kriegserklärung Chinas an die Mittelmächte im August 1917 wurde das Territorium wieder dem chinesischen Staat einverleibt, was durch die Pariser Vororteverträge ratifiziert wurde.
| Land                                             | Fläche in km² | Einwohner  | Hauptstadt      | Einw.      |
| ------------------------------------------------ | ------------- | ---------- | --------------- | ---------- |
| Königreich Böhmen                                | 51.946,09     | 6.769.548  | Prag            | 224.000    |
| Königreich Dalmatien                             | 12.830,32     | 645.666    | Zara / Zadar    | 14.000     |
| Königreich Galizien und Lodomerien               | 78.499,28     | 8.025.675  | Lemberg         | 206.000    |
| Erzherzogtum Österreich unter der Enns           | 19.825,33     | 3.531.814  | Wien            | 2.031.000  |
| Erzherzogtum Österreich ob der Enns              | 11.981,73     | 853.006    | Linz            | 71.000     |
| Herzogtum Bukowina                               | 10.441,24     | 800.098    | Czernowitz      | 87.000     |
| Herzogtum Kärnten                                | 10.325,79     | 396.200    | Klagenfurt      | 29.000     |
| Herzogtum Krain                                  | 9.953,81      | 525.995    | Laibach         | 47.000     |
| Herzogtum Salzburg                               | 7.153,29      | 214.737    | Salzburg        | 36.000     |
| Herzogtum Ober- und Niederschlesien              | 5.146,95      | 756.949    | Troppau         | 31.000     |
| Herzogtum Steiermark                             | 22.425,08     | 1.444.157  | Graz            | 152.000    |
| Markgrafschaft Mähren                            | 22.221,30     | 2.622.271  | Brünn           | 126.000    |
| Gefürstete Grafschaft Tirol 2                    | 26.683,00     | 946.613    | Innsbruck       | 53.000     |
| Gefürstete Grafschaft Görz und Gradisca 1        | 2.918,00      | 260.721    | Görz            | ca. 25.000 |
| Reichsunmittelbare Stadt Triest und ihr Gebiet 1 | 95,00         | 229.510    | Triest          | 161.000    |
| Markgrafschaft Istrien 1                         | 4.955,00      | 403.566    | Parenzo / Poreč | ca. 4.000  |
| Vorarlberg 2                                     | 2.602,00      | 145.408    | Bregenz         | 9.000      |
| Cisleithanien insgesamt                          | 300.003,21    | 28.571.934 | Wien            |            |

| Land                                             | Fläche in km² | Einwohner  | Hauptstadt | Einw.                                     |
| ------------------------------------------------ | ------------- | ---------- | ---------- | ----------------------------------------- |
| Königreich Ungarn (inkl. Stadt Fiume mit Gebiet) | 282.274,66    | 18.264.533 | Budapest   | Innenstadt 882.000 mit Vororten 1.290.000 |
| Königreich Kroatien und Slawonien                | 42.488,02     | 2.621.954  | Agram      | 80.000                                    |
| Transleithanien insgesamt                        | 324.762,68    | 20.886.487 | Budapest   |                                           |

| Land                    | Fläche in km² | Einwohner | Hauptstadt | Einw.  |
| ----------------------- | ------------- | --------- | ---------- | ------ |
| Bosnien und Herzegowina | 51.199        | 1.898.044 | Sarajevo   | 52.000 |

| Realunion         | Hauptstädte       | Fläche in km² | Einwohner  |
| Österreich-Ungarn | Wien und Budapest | 675.964,89    | 51.356.465 |
| ----------------- | ----------------- | ------------- | ---------- |

## Politik
| 10 Botschaften |
| --- |
| Deutsches Reich Frankreich Heiliger Stuhl Königreich Italien Japan Osmanisches Reich Russland Spanien Vereinigtes Königreich Vereinigte Staaten                  |
| 19 Gesandtschaften |
| Argentinien Bayern Belgien Brasilien Chile China Dänemark Griechenland Mexiko Niederlande Persien Portugal Rumänien Sachsen Schweden Schweiz Serbien Württemberg |
| 2 Missionen |
| Marokko Montenegro |

### Verfassung
Eine gemeinsame Verfassung des Doppelstaates gab es nicht. Die legistische Grundlage der Donaumonarchie bildeten die drei folgenden Gesetze, die – gleichlautend – in Österreich und Ungarn Gültigkeit hatten:
- die Pragmatische Sanktion Kaiser Karls VI. vom 19. April 1713,
- das Verfassungsgesetz (damals inoffiziell Delegationsgesetz genannt), für Cisleithanien (Österreich) als Teil der Dezemberverfassung vom 21. Dezember 1867, in Ungarn (Transleithanien) zuvor bereits mit Gesetz XII/1867 kundgemacht, und
- das Zoll- und Handelsbündnis vom 27. Juni 1878.

Die Pragmatische Sanktion war eine Thronfolgeregelung und hatte – da Karl VI. keinen männlichen Nachkommen besaß – den Effekt, die Herrscherrechte seiner Tochter Maria Theresia und ihrer Nachkommen festzuschreiben. Die Delegationsgesetze Österreichs und Ungarns legten fest, welche Angelegenheiten die beiden Staaten gemeinsam zu führen hatten. Das Zoll- und Handelsbündnis mit gemeinsamer Währung, gegenseitiger Niederlassungsfreiheit und gegenseitiger formloser Anerkennung von Unternehmens- und Patentregistrierungen war eine freiwillige Vereinbarung der beiden Staaten.
Der Kaiser von Österreich war in Personalunion auch König von Ungarn und somit zugleich König von Kroatien und Slawonien. Dies geschah nunmehr im eigenen Recht Ungarns und nicht mehr in Ableitung aus der österreichischen Kaiserwürde.
Die den Delegationsgesetzen zufolge gemeinsamen Angelegenheiten, Außenpolitik und Armee, wurden durch gemeinsame Ministerien verwaltet: Außen-, Kriegs- und Finanzministerium; dieses nicht für die gesamten Finanzen der Doppelmonarchie, sondern nur zur Finanzierung der gemeinsamen Angelegenheiten. Diese Konstruktion wurde als Realunion bezeichnet. Institutionen, die beide Reichshälften betrafen, wurden als „k. u. k.“ („kaiserlich und königlich“) bezeichnet.
Die Regierung von Cisleithanien wurde als „k. k.“ („kaiserlich-königlich“) bezeichnet, wobei sich königlich auf die böhmische Königswürde bezog, die der österreichische Kaiser ebenfalls innehatte. Regierung und Institutionen der ungarischen Reichshälfte wurden mit „kgl. ung.“ („königlich ungarisch“) oder „m. kir.“ (magyar királyi) bezeichnet.
Der nach dem Österreichisch-Ungarischen Ausgleich des Jahres 1867 am 14. November 1868 vom Kaiser und König festgelegte Herrschertitel und Staatsname:
- Bei im Namen des Kaisers abgeschlossenen Verträgen:
Kaiser von Österreich und Apostolischer König von Ungarn
- Persönliche Bezeichnung:
Seine k. u. k. Apostolische Majestät
- Staatsname:
Österreichisch-ungarische Monarchie; erstmals am 2. Juni 1868 in einem Staatsvertrag mit Schweden und Norwegen verwendet[43]

Die Verwendung des Namens Österreich erfolgte in der inländischen Staatspraxis sparsam, wohl aus Rücksicht auf die nichtdeutsche Mehrheit im Kaisertum Österreich. Einerseits regelte das Staatsgrundgesetz vom 21. Dezember 1867, es bestehe „für alle Angehörigen der im Reichsrate vertretenen Königreiche und Länder … ein allgemeines österreichisches Staatsbürgerrecht“ (in Ungarn wurde im Staatsbürgerrecht im gleichen Maße inklusiv vorgegangen). Andererseits wurde das Staatsgebiet häufig als „die im Reichsrat vertretenen Königreiche und Länder“ umschrieben, eine Verlegenheitsformel, die außerhalb amtlicher Texte stets durch Österreich ersetzt wurde. Erst 1915 wurde dies auch offiziell so bestimmt.

### Herrscher und gemeinsame Ministerien
Der Monarch (siehe Personalunion) regierte in Cisleithanien als Kaiser von Österreich, in Transleithanien als Apostolischer König von Ungarn.
- Franz Joseph I. 1867–1916
  - 8. Juni 1867 Krönung zum König von Ungarn (I. Ferenc József)
  - 21. November 1916 gestorben
- Karl I./IV. 1916–1918
  - 21. November 1916 mit dem Tod seines Vorgängers automatisch Kaiser und König
  - 30. Dezember 1916 Krönung zum König von Ungarn als Karl IV. (IV. Károly)
  - 11. November 1918 Regierungsverzicht in der österreichischen Reichshälfte (keine Abdankung)
  - 13. November 1918 Regierungsverzicht in der ungarischen Reichshälfte (keine Abdankung)

Auf Betreiben Franz Josephs wurden im Sinne einer Realunion, wie im Ausgleich von 1867 vereinbart, Außenpolitik, Heer und Kriegsmarine in k. u. k. gemeinsamen Ministerien verwaltet, die für beide Reichshälften zuständig waren; die Minister wurden vom Monarchen ernannt und durften nicht gleichzeitig Minister eines der beiden Staaten sein. Österreich-Ungarn hatte als Ganzes keinen Regierungschef:
- Minister des kaiserlichen und königlichen Hauses und des Äußern, auch Vorsitzender des gemeinsamen Ministerrats
- (Reichs-)Kriegsminister
- Reichsfinanzminister bzw. gemeinsamer Finanzminister (nur zur Finanzierung der gemeinsamen Angelegenheiten)

Jede Reichshälfte hatte zusätzlich noch ein eigenes Landesverteidigungsministerium, das für die jeweilige Landwehr – kaiserlich-königliche Landwehr beziehungsweise königlich ungarische Landwehr – zuständig war. Die Finanzkontrolle in gemeinsamen Angelegenheiten übte der Gemeinsame Oberste Rechnungshof aus. Gemeinsame Gerichte für beide Reichsteile bestanden aber nicht. Politische Vereinbarungen und politische Kontrolle zu Außen- und Militärpolitik oblagen den vom österreichischen Reichsrat und vom ungarischen Reichstag gewählten, je 60-köpfigen Delegationen, die jährlich tagten, abwechselnd in Wien und Budapest.

### Ministerpräsidenten
Jede der beiden Reichshälften hatte von 1867 an ihren eigenen Ministerpräsidenten, der wie seine Minister vom Monarchen ernannt und enthoben wurde. Auf Grund der Verfassungs- und der realpolitischen Entwicklung der Habsburgermonarchie blieb der österreichische Ministerpräsident ausschließlich vom Willen des Kaisers abhängig (ein Misstrauensvotum, das zum Rücktritt verpflichtete, gab es im Reichsrat nicht), der ungarische Ministerpräsident vom Willen des Königs und der ungarischen Aristokratie. Insbesondere in der österreichischen Reichshälfte wechselten die Amtsträger ab den frühen 1890er Jahren häufig; nur wenige Politiker konnten prägenden Einfluss gewinnen:
- k. k. Ministerpräsidenten der im Reichsrat vertretenen Königreiche und Länder (Cisleithanien)
- K.u. Ministerpräsidenten der Länder der Ungarischen Krone (Transleithanien)

## Militärwesen

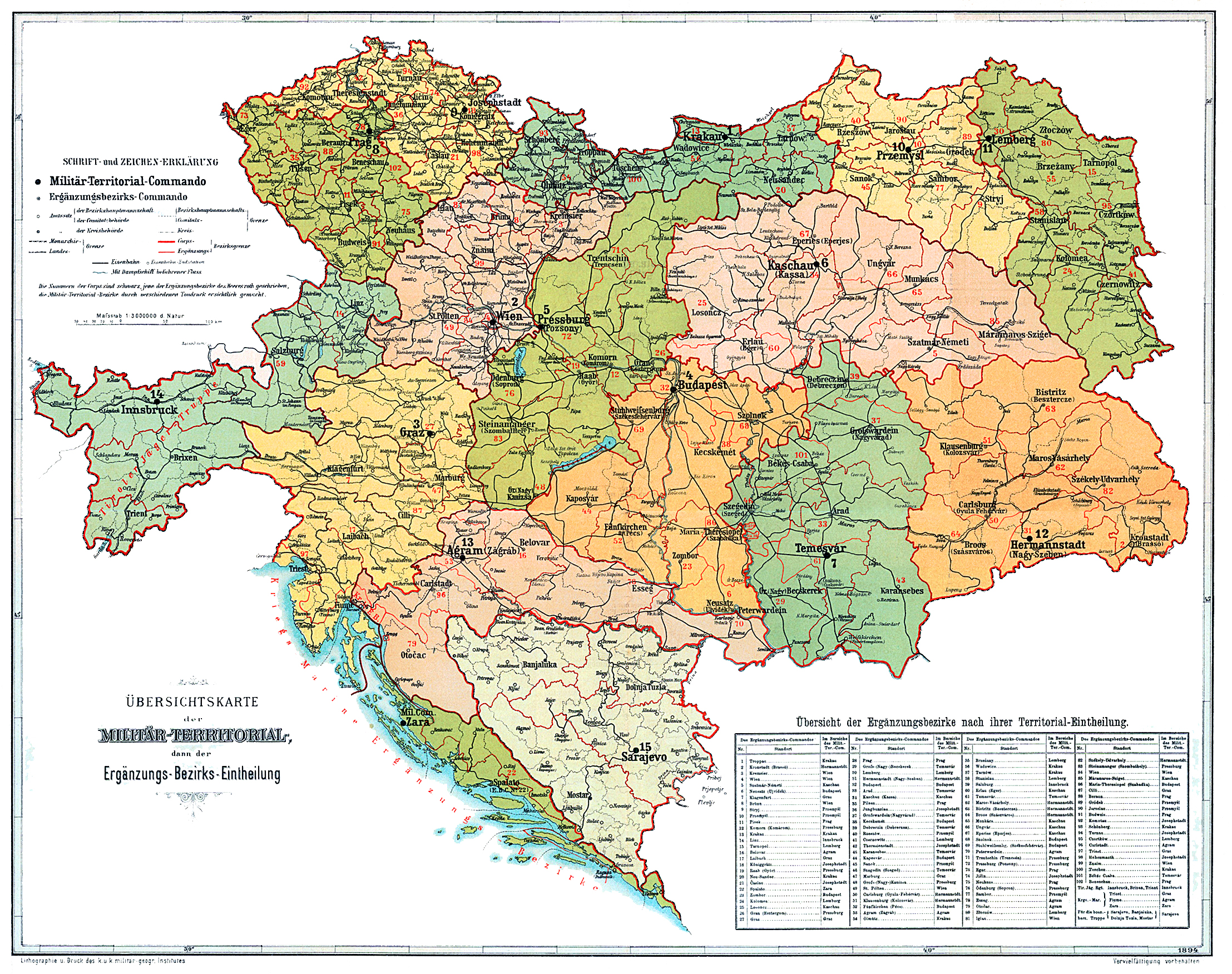
Korpsbereiche und Ergänzungsbezirke Österreich-Ungarns

Das Militärsystem der österreichisch-ungarischen Monarchie und in den beiden (Teil-)Staaten ruhte seit 1868 auf dem Prinzip der universellen und persönlichen Verpflichtung jedes Bürgers, Waffen zu tragen.
Die Streitkräfte bestanden aus dem gemeinsamen Heer (k. u. k. Armee), den Landwehren beider Staaten und der Kriegsmarine.
Oberbefehlshaber war der Kaiser von Österreich und König von Ungarn, der z. B. jede Beförderung eines Offiziers selbst unterzeichnete. Verwaltungsmäßig waren die gemeinsamen Streitkräfte dem Reichs- bzw. k. u. k. Kriegsministerium unterstellt, die fachliche Leitung hatte der Generalstabschef, der dem Monarchen direkt berichtete.
Die beiden Landwehren unterstanden dem Landwehrministerium Cisleithaniens bzw. Transleithaniens. Eine umfassende Umstrukturierung der gemeinsamen Armee kam erst im Ersten Weltkrieg von 1914 bis 1918 zustande.
Die österreichisch-ungarischen Streitkräfte zerbrachen wie die Doppelmonarchie 1918. Per 31. Oktober 1918 erklärte Ungarn die Beendigung der Realunion mit Österreich und machte damit die gemeinsamen Strukturen und Aufgaben, die seit 1867 bestanden hatten, obsolet. Ungarn richtete ein eigenes Kriegsministerium ein und rief die ungarischen Regimenter unverzüglich von der italienischen Front zurück.

## Sprachen und Religionen

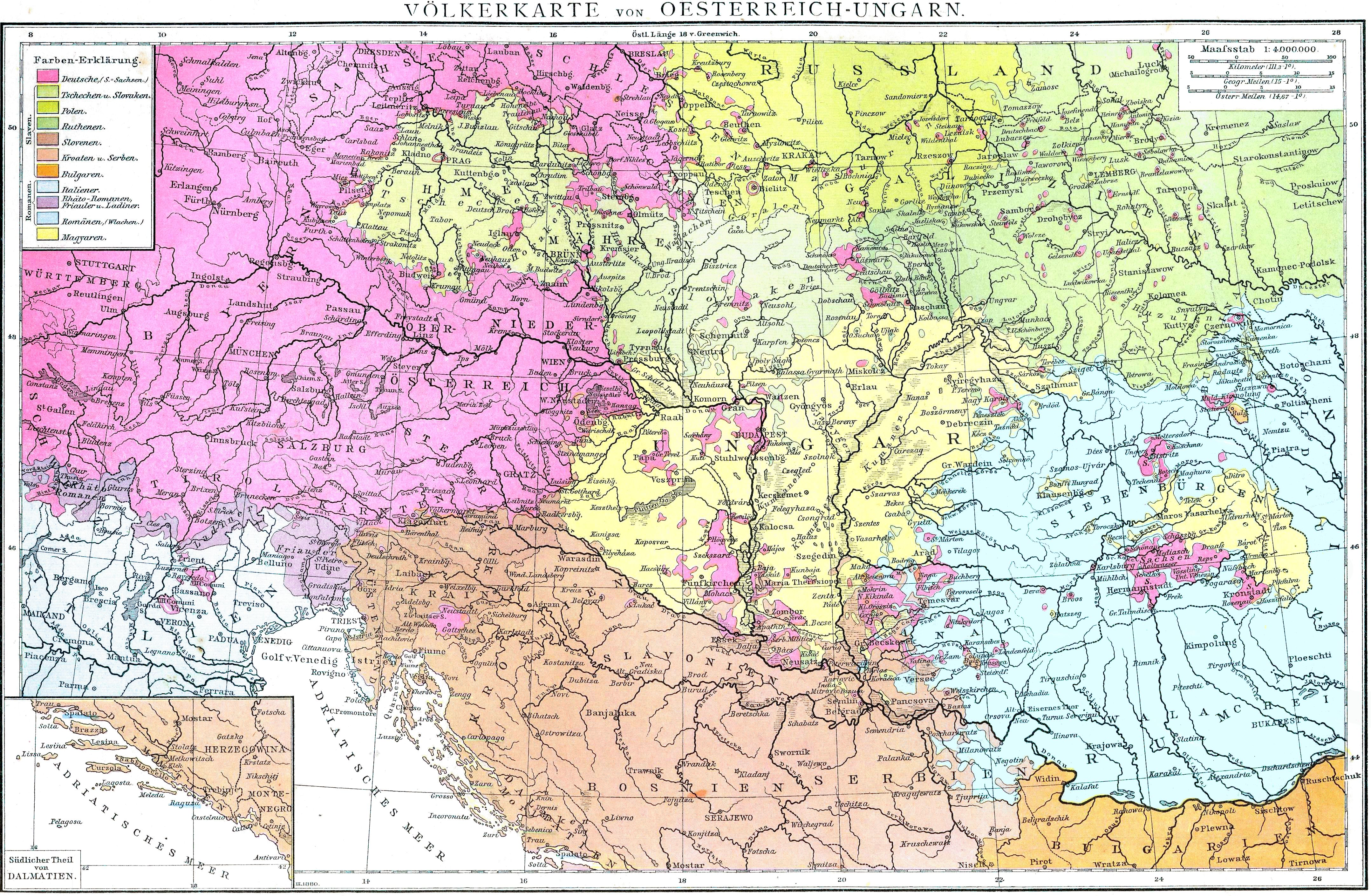
Ethnische Karte Österreich-Ungarns (Volkszählung 1880) aus Andrees Handatlas, 1881

In den Volkszählungen 1910 wurde in Österreich-Ungarn die Umgangssprache ermittelt. Juden gaben in Altösterreich meist Deutsch als Umgangssprache an, ebenfalls Beamte, die zwar Deutsch nicht als Muttersprache hatten, aber durch den Einsatz im Verwaltungsapparat vorwiegend deutsch sprachen. Exakte Zahlen über die nationale Zuordnung existieren nicht.
Siehe auch: Böhmischer Sprachenkonflikt

Die Sprachgruppen Österreich-Ungarns im Jahr 1910 (basierend auf dem Geschichtsatlas von William R. Shepherd, 1911)

| Sprache                 | Absolutzahl | Prozent |
| ----------------------- | ----------- | ------- |
| Deutsch                 | 12.006.521  | 23,36   |
| Ungarisch               | 10.056.315  | 19,57   |
| Tschechisch             | 6.442.133   | 12,54   |
| Polnisch                | 4.976.804   | 9,68    |
| Kroatisch und Serbisch  | 4.380.891   | 8,52    |
| Ukrainisch (Ruthenisch) | 3.997.831   | 7,78    |
| Rumänisch               | 3.224.147   | 6,27    |
| Slowakisch              | 1.967.970   | 3,83    |
| Slowenisch              | 1.255.620   | 2,44    |
| Italienisch             | 768.422     | 1,50    |
| Sonstige                | 2.313.569   | 4,51    |
| Insgesamt               | 51.390.223  | 100,00  |

| Land                                 | Hauptumgangssprache  | andere Sprachen (mehr als 2 %)                            |
| ------------------------------------ | -------------------- | --------------------------------------------------------- |
| Böhmen                               | Tschechisch (63,2 %) | Deutsch (36,8 %)                                          |
| Dalmatien                            | Kroatisch (96,2 %)   | Italienisch (2,8 %)                                       |
| Galizien                             | Polnisch (58,6 %)    | Ukrainisch (40,2 %)                                       |
| Niederösterreich                     | Deutsch (95,9 %)     | Tschechisch (3,8 %)                                       |
| Oberösterreich                       | Deutsch (99,7 %)     |                                                           |
| Bukowina                             | Ukrainisch (38,4 %)  | Rumänisch (34,4 %), Deutsch (21,2 %), Polnisch (4,6 %)    |
| Kärnten                              | Deutsch (78,6 %)     | Slowenisch (21,2 %)                                       |
| Krain                                | Slowenisch (94,4 %)  | Deutsch (5,4 %)                                           |
| Salzburg                             | Deutsch (99,7 %)     |                                                           |
| Österreichisch-Schlesien             | Deutsch (43,9 %)     | Polnisch (31,7 %), Tschechisch (24,3 %)                   |
| Steiermark                           | Deutsch (70,5 %)     | Slowenisch (29,4 %)                                       |
| Mähren                               | Tschechisch (71,8 %) | Deutsch (27,6 %)                                          |
| Tirol                                | Deutsch (57,3 %)     | Italienisch (42,1 %)                                      |
| Küstenland (= Triest, Görz, Istrien) | Slowenisch (37,3 %)  | Italienisch (34,5 %), Kroatisch (24,4 %), Deutsch (2,5 %) |
| Vorarlberg                           | Deutsch (95,4 %)     | Italienisch (4,4 %)                                       |

### Religionen

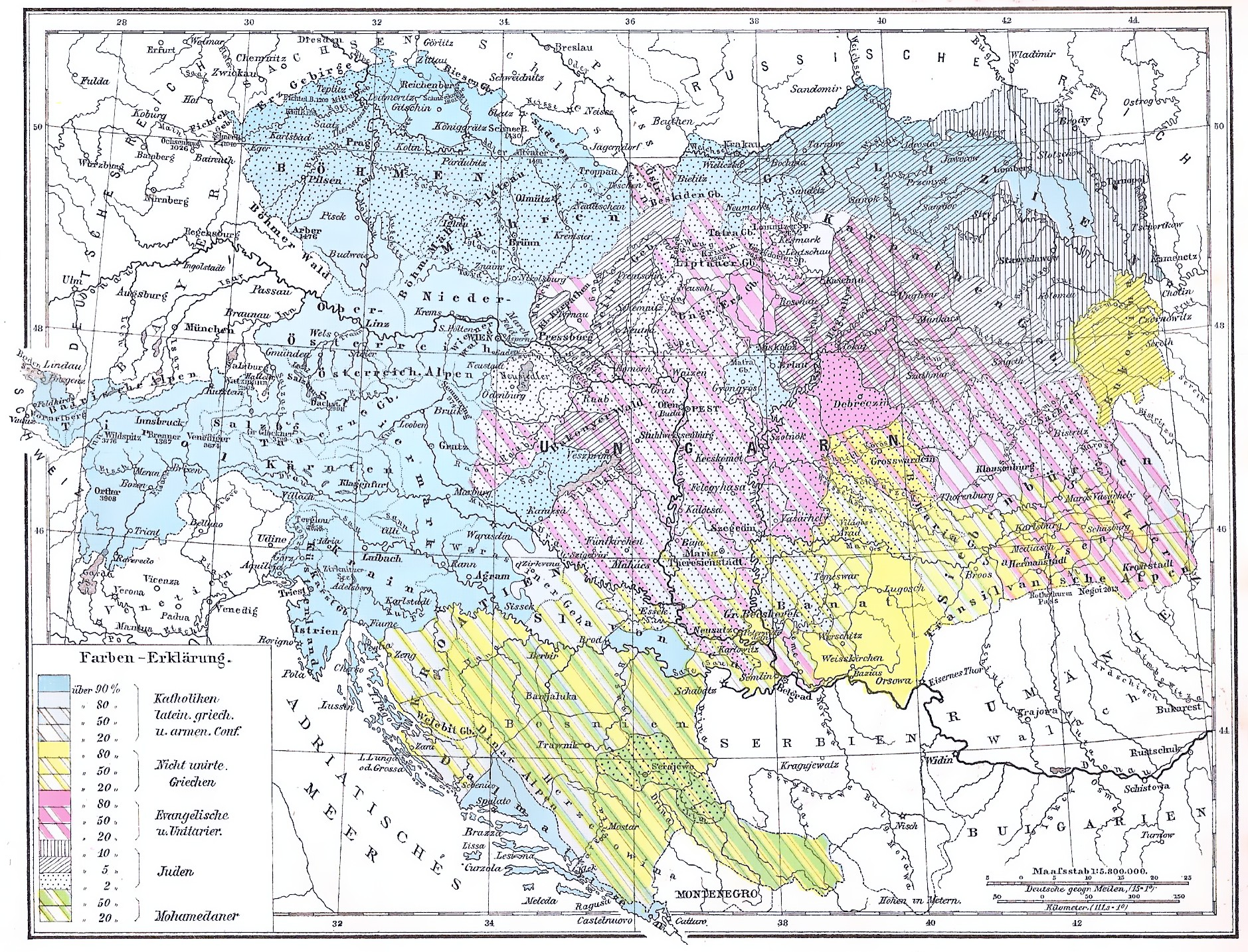
Religionskarte. Aus: Andrees Allgemeiner Handatlas

Die folgende Tabelle zeigt die Verteilung der Religionen in Österreich-Ungarn. Während die österreichische Reichshälfte ganz überwiegend katholisch war (meist römisch-katholisch, im östlichen Galizien auch griechisch-katholisch), gab es im östlichen Ungarn eine zahlenmäßig bedeutende protestantische (meist reformierte) Minderheit. Die jüdische Bevölkerung konzentrierte sich in den östlichen Landesteilen, vor allem in Galizien, wo sie im Durchschnitt etwa 10 % ausmachte. Die deutschsprachigen Alpenländer hatten ursprünglich nur eine verschwindend geringe jüdische Bevölkerungszahl, allerdings nahm der jüdische Bevölkerungsanteil in der rasch wachsenden Metropole Wien durch Zuwanderung aus dem Osten der Monarchie stark zu und lag im Jahr 1910 bei etwa 8,8 %. Andere Städte mit hohem jüdischen Bevölkerungsanteil waren (1910): Budapest (23,4 %), Prag (9,4 %), Lemberg (28,2 %), Krakau (28,2 %), Czernowitz (32,4 %). 1910 lebten 1.225.000 Juden in Cisleithanien, 911.227 im Königreich Ungarn und 21.231 im Königreich Kroatien und Slawonien. Sie stellten in der österreichischen 4,7 % und in der ungarischen Reichshälfte 5,0 % der dortigen Gesamtbevölkerung. In Kroatien und Slawonien 0,8 %. In Bosnien-Herzegowina war etwa ein Drittel der Bevölkerung islamischen Glaubens.
Die jüdische Bevölkerung hatte in Österreich-Ungarn im Vergleich zu den Ländern im Osten und Südosten, trotz des zunehmenden Antisemitismus weitgehend Toleranz erfahren. Die Juden in der Monarchie waren unter der langen Herrschaft Franz Josephs emanzipiert worden und betrachteten ihn als Schutzherrn. Sogar eine philosemitische Neigung wurde ihm zugeschrieben.
Fanatische Antisemiten bezeichneten Franz Joseph, als er sich oftmals weigerte Karl Lueger wegen dessen antisemitischer Polemiken zum Wiener Bürgermeister zu ernennen, sogar als „Judenkaiser“.
| Religion / Konfession | Gesamt | Österreichische Reichshälfte | Ungarische Reichshälfte | Bosnien und Herzegowina |
| --------------------- | ------ | ---------------------------- | ----------------------- | ----------------------- |
| Katholiken            | 76,6 % | 90,9 %                       | 61,8 %                  | 22,9 %                  |
| Protestanten          | 08,9 % | 02,1 %                       | 19,0 %                  | 00,0 %                  |
| Orthodoxe             | 08,7 % | 02,3 %                       | 14,3 %                  | 43,5 %                  |
| Juden                 | 04,4 % | 04,7 %                       | 04,9 %                  | 00,6 %                  |
| Muslime               | 01,3 % | 00,0 %                       | 00,0 %                  | 32,7 %                  |

### Nationalitätenproblem und Reformkonzepte
Spätestens seit dem Revolutionsjahr 1848 entwickelte sich durch den wachsenden Nationalismus, der zusehends auch die angeblich „geschichtslosen“ Nationen ergriff, das Nationalitätenproblem im Habsburgerreich zur Existenzfrage. In einem Europa der sich bildenden Nationalstaaten, in dem der Nationalismus als absolut stärkste politische Kraft empfunden wurde, sahen viele Bewohner Österreich-Ungarns den übernationalen Vielvölkerstaat, wie auch die meisten Europäer, immer mehr als lebensunfähigen Anachronismus. Von ihren Gegnern wurde die Donaumonarchie als „Völkergefängnis“ charakterisiert, aus dem es sich zu befreien gelte. Die Frage, ob das Nationalitätenproblem des Habsburgerreiches überhaupt lösbar war, wird in der Forschung grundsätzlich eher bejaht als verneint.

Trialismus-Vorschlag von Heinrich Hanau, Wien 1909

Reformkonzepte zur Rettung der Monarchie wurden einige entwickelt, oft undurchführbar und unpraktisch. Eines dieser Konzepte wurde 1867 sogar durchgeführt: der Ausgleich mit Ungarn. Die Verwirklichung des Dualismus war aber aus der Not geboren, in welche die deutsche Vorherrschaft in Österreich, nach den Niederlagen im italienischen und im Deutschen Krieg, geraten war. Mit Deutschland und Italien waren zwei neue Nationalstaaten entstanden, in der Donaumonarchie wurde nur ein reiner Machtausgleich mit den Magyaren durchgeführt. Die Herrschaft über die übrigen Völker der Monarchie, die eine Mehrheit in der Bevölkerung ausmachten, wurde zwischen ihnen und den deutschen Österreichern zweigeteilt. Die Ungarn hatten also, als die entwickeltste Nation neben den Deutschen, ebenfalls eine Vorrangstellung erhalten, die sie in den folgenden Jahrzehnten auch am zähesten und unnachgiebigsten verteidigten. Ungarn wurde bis zum endgültigen Zusammenbruch der Monarchie, durch seine Politik der Zwangsmagyarisierung und sein undemokratisches Wahlrecht, sogar einer der reaktionärsten Staaten Europas. Ungarn war ein Pseudo-Nationalstaat, er wurde trotz seiner gemischten nationalen Zusammensetzung wie ein Nationalstaat regiert.
In Cisleithanien zeigten Rechtsprechung und Verwaltung eine wesentlich tolerantere Behandlung der slawischen und romanischen Nationalitäten, „wenn auch die österreichische Verwaltungspolitik gegenüber den Slowenen in der Südsteiermark und bis kurz vor Kriegsausbruch auch in Krain sowie die Exzesse des Alldeutschtums in Böhmen im Einzelnen vielfach als Gegenbeispiele herangezogen werden könnten“. Die schlechtere Behandlung der Nationalitäten in Ungarn lag aber nicht in der Verfassung begründet, sondern an der Praxis der Behörden, an dem Versagen von Justiz, Verwaltung und der Politik.
Da auch in der österreichischen Reichshälfte die Verhältnisse, insbesondere zwischen Deutschen und Tschechen, immer schlechter wurden, wurden die Forderungen nach Umgestaltung der Monarchie immer dringender. Das südslawische trialistische Programm stand während des größten Teiles der letzten zwei Generationen des Habsburgerreiches an erster Stelle der Reformpläne, wobei in seiner konservativen Form die Slowenen nicht inbegriffen waren.
Dabei sollte neben dem österreichischen und dem ungarischen Reichsteil ein südslawisches Reich unter kroatischer Führung entstehen, der zahlenmäßig und an historischer Tradition stärksten südslawischen Gruppe des Reiches. Dieser südslawische Staat sollte im Interesse des Gesamtreiches einerseits Ungarn schwächen und andererseits großserbischen Ambitionen entgegenwirken. Der Trialismus schloss allerdings eine umfassendere Lösung des Nationalitätenproblems aus. Der kroatische Trialismus zog, wie Hohenwarts Plan zur Versöhnung der Tschechen im Jahr 1871, nur den nationalen Status einer einzelnen Volksgruppe in Betracht. Die österreichische Nationalitätenfrage war jedoch so verwickelt, dass die Behandlung einer dieser Fragen offensichtlich die aller anderen beeinflusste.
Das Konzept des Trialismus hatte in den letzten Jahrzehnten der Monarchie, durch den serbischen und damit verbundenen südslawischen Antagonismus, neben der naturgemäßen Ablehnung durch Ungarn ohnehin wenig Chancen auf Realisierung. Hatte der Trialismus, neben kroatischen konservativen Kreisen, zeitweise auch den Thronfolger Franz Ferdinand als Förderer, so entwickelten sich dessen Reformpläne aber bald in die Richtung einer umfassenden Föderalisierung. Seine gegen Ungarn gerichteten Pläne bezogen sich in erster Linie auf die ungarischen Nationalitäten, nicht weil sie sozial und politisch benachteiligt waren, sondern weil er sie für staatstreu hielt. Dieses Ziel konnte der vorerst von Franz Ferdinand favorisierte Kronländerföderalismus, der keinerlei Rücksicht auf ethnische Verhältnisse nahm, jedoch kaum verwirklichen.
Schließlich wurde der Thronfolger zum Kristallisationspunkt der großösterreichischen Bewegung, die eine Föderalisierung aller Völker des Reiches auf ethnischer Grundlage vorsah, obwohl er deren prononciertester ideologischer Stütze, dem Föderalisierungskonzept Popovicis, letztlich auch nicht völlig zustimmen konnte. Franz Ferdinand legte sich technisch nie auf einen dieser Pläne fest, seine Absichten widersprachen einander manchmal und waren häufig verschwommen. Er verfolgte einen Zickzackkurs zwischen einem ethnischen und einem historisch-traditionellen Föderalismus, kam zuweilen wieder auf den Trialismus zurück und vertrat eine Art von verwässertem Zentralismus.
1905 wurden in Mähren mit dem Mährischen Ausgleich vier Landesgesetze beschlossen, die eine Lösung der deutsch-tschechischen Nationalitätenprobleme gewährleisten und somit einen österreichisch-tschechischen Ausgleich herbeiführen sollten.
Das bekannte Personalitätsprinzip Karl Renners sah eine territoriale Gliederung in Kreise vor, wobei sich der autonome Status auf die einzelnen Individuen bezog.
Im Wesentlichen hat sich der Nationalitätenkampf vor 1914 selbst in seinen radikalen Formen, mit Ausnahme der alldeutschen, serbischen und zum Teil italienischen und ruthenischen Propaganda, doch vorwiegend mit der Reform des Reiches befasst und nicht mit den Zielen und Methoden, die zu seiner Auflösung führen sollten. Aber vom Zustandekommen eines wirklich allseits befriedigenden nationalen Ausgleichs war die Monarchie 1914 noch weit entfernt. Da ein etwaiger habsburgischer Bundesstaat aber meist aus bloßen Torsos von Nationen bestanden hätte, mussten auch die Föderalisierungskonzepte scheitern.
Der Historiker Pieter M. Judson argumentiert, dass nationalistische Propaganda in Österreich-Ungarn im Wesentlichen nur von Teilen der jeweiligen nationalen Bildungseliten betrieben worden sei und bis zum Ersten Weltkrieg bei der breiten Bevölkerung kaum Wirkung entfaltet hätte. Die Loyalität der Bevölkerung habe hingegen der Habsburgerdynastie und den rechtsstaatlichen Institutionen des Reiches gegolten: „Die Existenz nationalistischer Bewegungen und Konflikte schwächte den Staat nicht lebensbedrohlich und führte mit Sicherheit nicht zu seinem Zusammenbruch im Jahr 1918“. Das Narrativ vom Habsburgerreich als „Völkerkerker“ sei lediglich eine nachträgliche Rechtfertigungsstrategie von Politikern der Nachfolgestaaten gewesen.

### Magyarisierungspolitik in Ungarn
Nach dem Ausgleich mit Österreich kam es 1868 innerhalb der ungarischen Reichshälfte zu einem ungarisch-kroatischen Ausgleich, in welchem Kroatien und Slawonien eine beschränkte Autonomie zugestanden wurde. In den anderen Teilen Ungarns nahmen die Spannungen unter den Volksgruppen jedoch zu.
Gründe für diese Spannungen waren sowohl die Magyarisierungspolitik der ungarischen Regierung als auch die Zunahme der Intoleranz der Nationalitäten untereinander. Im Gegensatz zu den im Königreich Ungarn lebenden Minderheiten wie Slowaken oder Rumänen hatte der Nationalismus der Magyaren die Staatsmacht auf seiner Seite und war somit in der stärkeren Position, obwohl die ethnischen Ungarn nur etwa die Hälfte der Bevölkerung stellten.
Die Umsetzung der an sich liberalen Minderheitengesetzgebung hatte in einer solchen Atmosphäre kaum Erfolg. Das Nationalitätengesetz von 1868 bestimmte zwar Ungarisch als Staatssprache, ließ jedoch Minderheitensprachen auf regionaler, lokaler und kirchlicher Ebene zu. Doch diese Regelung wurde oft nicht in die Tat umgesetzt, und die Minderheiten sahen sich Assimilierungsversuchen ausgesetzt. Ab 1875 wurde unter Ministerpräsident Kálmán Tisza (1875–1890) eine konsequente Magyarisierungspolitik betrieben, um „alle Nichtmagyaren in 40 Jahren zu Ungarn zu machen“.
Bereits im Revolutionsjahr 1848 ergriffen slowakische Angehörige des ungarischen Parlaments die Initiative, um sich beim Kaiser Unterstützung gegen die Magyarisierungspolitik zu holen. Es wurde eine Erklärung mit „Forderungen der slowakischen Nation“ abgegeben, welche man dem Kaiser und der ungarischen Nationalregierung übergab. Gefordert wurde die Föderalisierung Ungarns, die Konstituierung einer ethnisch-politischen Einheit, die Festlegung der slowakischen Grenzen, ein eigener Landtag, eine slowakische Nationalgarde, nationale Symbole, das Recht auf Gebrauch der slowakischen Sprache, allgemeines Wahlrecht und eine gleichberechtigte Vertretung im ungarischen Parlament.
Die Magyaren jedoch sahen dadurch ihre Machtstellung in Oberungarn, wie sie die heutige Slowakei nannten, in Gefahr und reagierten mit Kriegsrecht und Haftbefehlen gegen die slowakischen Nationalführer. In Wien und Böhmen wurden slowakische Exilregierungen errichtet, die Hoffnungen der Slowaken wurden aber enttäuscht. Nach der Revolution ließ man die Ungarn mit ihrer zentralistischen Verwaltung gewähren. Der Ausgleich von 1867 lieferte die Minderheiten nun völlig der Magyarisierungspolitik Budapests aus. Zwischen 1881 und 1901 hatten die Slowaken keine eigenen Abgeordneten im ungarischen Parlament, auch danach waren es im Verhältnis weniger, als ihr Bevölkerungsanteil ausmachte. Versuche Budapests vor und während des Ersten Weltkriegs, dem serbischen und rumänischen, auf Expansion bedachten Nationalismus mit Zugeständnissen entgegenzuwirken, kamen zu spät.
Die rigorose Magyarisierungspolitik, die vor allem unter der slowakischen und deutschsprachigen Bevölkerung Transleithaniens Erfolge verzeichnete, ließ den Bevölkerungsanteil der Magyaren auf knapp über die Hälfte anwachsen. Zwischen 1880 und 1910 stieg der Prozentsatz der sich als Magyaren bekennenden Bürger Ungarns (ohne Kroatien) von 44,9 auf 54,6 Prozent. Mit Hilfe eines reaktionären Wahlrechts, das nur den privilegierten Teil der Bevölkerung zur Wahl zuließ, 1913 waren nur 7,7 % der Gesamtbevölkerung wahlberechtigt (oder durften öffentliche Ämter bekleiden). Eine Pseudo-Reform kurz vor Kriegsende sah ganze 13 % als wahlberechtigt vor. Damit wurde die reaktionäre Struktur des Vielvölkerstaates Ungarn zementiert.

### Auswanderung aus Österreich-Ungarn

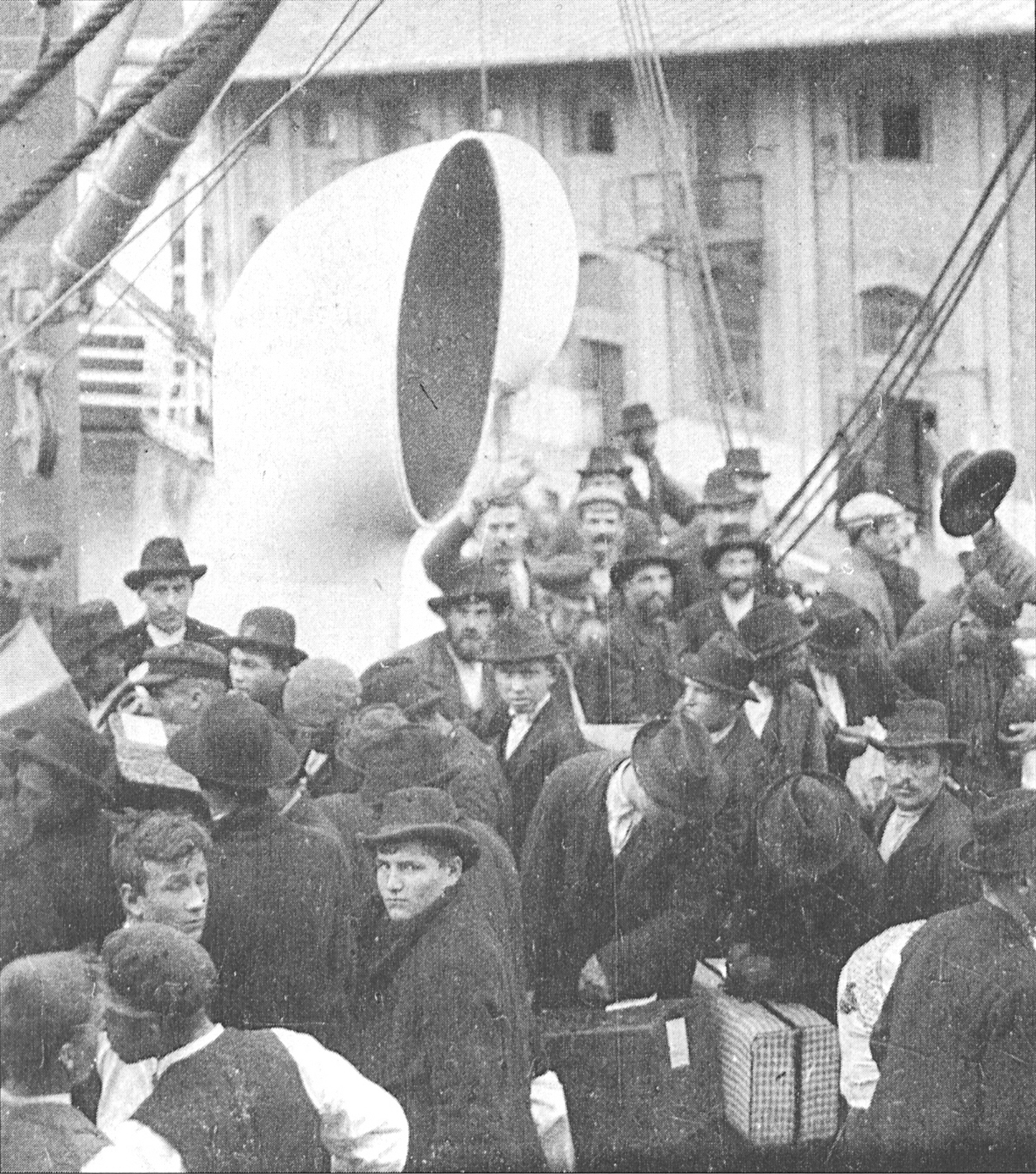
Auswanderer aus Österreich-Ungarn auf einem Schiff der Austro-Americana in Triest

Zwischen 1876 und 1910 wanderten rund 3,5 Millionen (andere Zahlen geben bis zu 4 Millionen an) Einwohner der Doppelmonarchie aus. Sie waren arm und arbeitslos und erhofften sich in einem anderen Land bessere Lebensbedingungen. Etwa 1,8 Millionen Menschen kamen davon aus der cisleithanischen Reichshälfte und etwa 1,7 Millionen aus der transleithanischen Hälfte. Fast drei Millionen von ihnen hatten als Reiseziel die Vereinigten Staaten von Amerika, 358.000 Personen wählten Argentinien als neue Heimat, 158.000 gingen nach Kanada, 64.000 nach Brasilien und 4.000 wanderten nach Australien aus. Der Rest verteilte sich auf andere Länder.
Allein im Jahre 1907 verließen rund eine halbe Million Menschen ihre Heimat. Die Regierungen Österreichs und Ungarns waren besorgt, da sich unter den Auswanderern viele junge arbeitsfähige Männer befanden. 1901–1905 wurden allein in Österreich 65.603 Liegenschaften, davon 45.530 kleinere Parzellen, von Auswanderern öffentlich versteigert. Ausgewanderte schrieben an ihre daheim gebliebenen Bekannten und Familienangehörige oft begeistert von „drüben“ – manchmal waren gleich bezahlte Schiffsfahrkarten beigelegt.
Die wichtigsten Ausgangshäfen für die Auswanderer waren Hamburg und Bremerhaven, wo die Schiffe der großen Reedereien, der Norddeutsche Lloyd und die Hamburg-Amerika-Linie, anlegten. Dauerte eine Schifffahrt nach New York zur Mitte des 19. Jahrhunderts mit den ersten Dampfschiffen noch rund einen Monat, so betrug die Fahrtzeit um 1900 bei gutem Wetter nur noch eine Woche. Von Triest aus mit der Austro-Americana dauerte eine Reise nur noch 15 Tage. Jährlich führten 32 bis 38 Fahrten in die USA. Die Reisebedingungen waren für die zumeist armen Auswanderer oft miserabel. Für die Reedereien, die am Komfort für die weniger wohlhabenden Passagiere sparten, war das Auswanderergeschäft äußerst lukrativ und daher sehr hart umkämpft.
Die meisten Auswanderer kamen aus Galizien im heutigen Polen und in der Ukraine. Von 1907 bis 1912 waren es 350.000, wie aus einer Interpellation von polnischen Reichsratsabgeordneten an verschiedene österreichische Minister am 12. März 1912 hervorging.

## Bildung

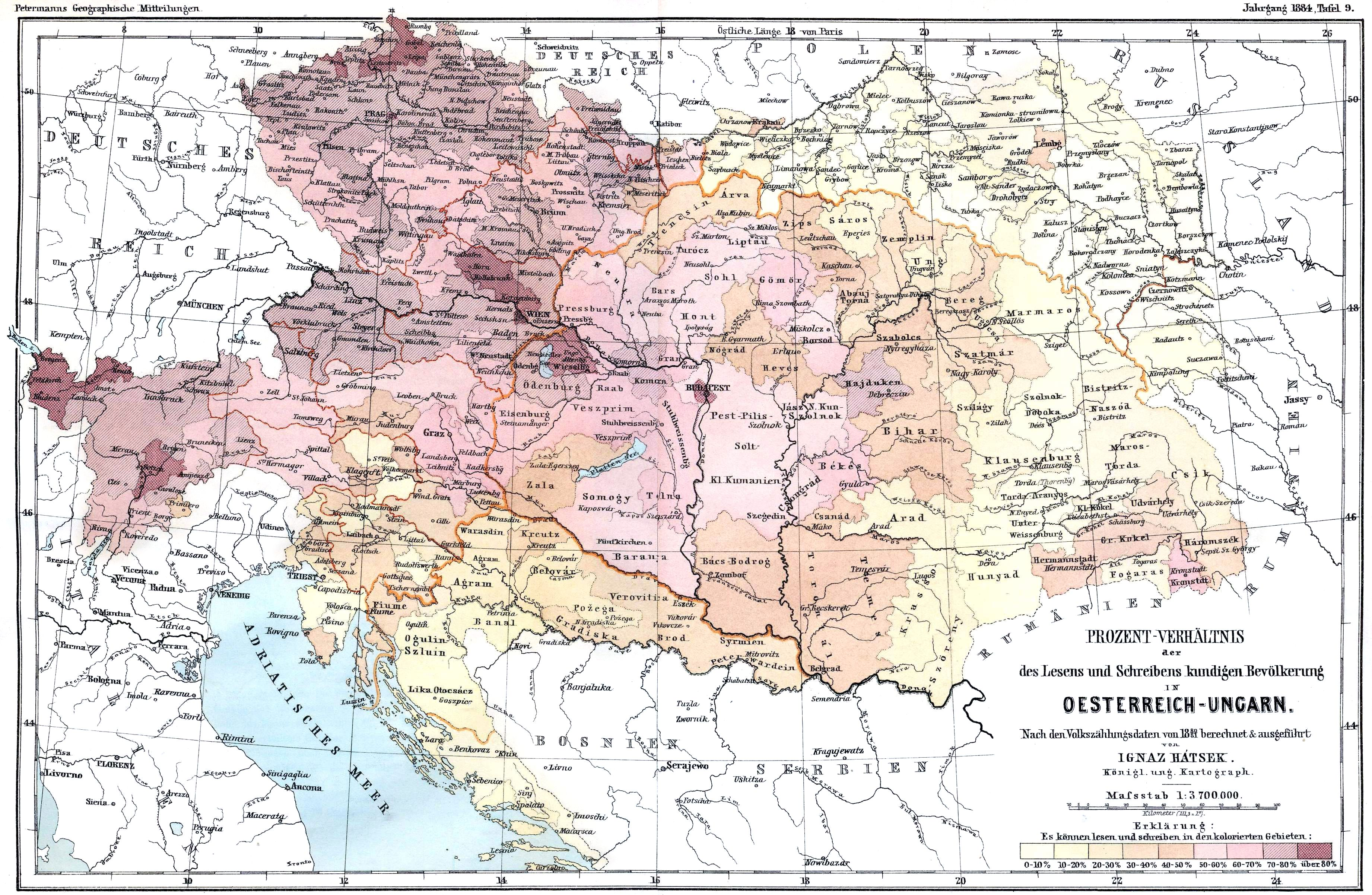
Alphabetisierungsrate in Österreich-Ungarn (Volkszählung 1880)

Im Bereich der allgemeinen Volksbildung kam es durch die allgemeine Unterrichtspflicht zu einem kontinuierlichen Rückgang des insbesondere in den östlichen und südlichen Reichsteilen noch vielfach vorhandenen Analphabetentums. Dieses blieb jedoch weiterhin ein erhebliches bildungspolitisches Problem und behinderte die Teilnahme von weiten Bevölkerungskreisen am gesellschaftlichen und politischen Leben.
| Kronland                     | 1880 | 1900 | Absolute Abnahme der Analphabetenquote von 1880 bis 1900 | Relative Abnahme der Analphabetenquote von 1880 bis 1900 |
| ---------------------------- | ---- | ---- | -------------------------------------------------------- | -------------------------------------------------------- |
| Böhmen                       | 08,5 | 05,3 | 03,2                                                     | 37,6                                                     |
| Dalmatien                    | 87,3 | 73,6 | 13,7                                                     | 15,7                                                     |
| Galizien                     | 77,1 | 63,9 | 13,2                                                     | 17,1                                                     |
| Niederösterreich             | 08,5 | 06,0 | 02,5                                                     | 29,4                                                     |
| Oberösterreich               | 08,6 | 05,8 | 02,8                                                     | 32,6                                                     |
| Bukowina                     | 87,5 | 65,2 | 22,3                                                     | 25,5                                                     |
| Kärnten                      | 39,6 | 24,0 | 15,6                                                     | 39,4                                                     |
| Krain                        | 45,4 | 31,4 | 14,1                                                     | 30,8                                                     |
| Salzburg                     | 11,7 | 08,7 | 03,0                                                     | 25,6                                                     |
| Österreichisch-Schlesien     | 11,8 | 11,2 | 00,6                                                     | 05,1                                                     |
| Steiermark                   | 27,8 | 18,0 | 09,8                                                     | 35,3                                                     |
| Mähren                       | 10,4 | 07,8 | 02,6                                                     | 25,0                                                     |
| Tirol und Vorarlberg         | 09,7 | 07,1 | 02,6                                                     | 26,8                                                     |
| Küstenland                   | 56,8 | 38,2 | 18,6                                                     | 32,7                                                     |
| Österreichische Reichshälfte | 34,4 | 27,4 | 07,0                                                     | 20,3                                                     |
|                              |      |      |                                                          |                                                          |
| Ungarische Reichshälfte      | 58,8 | 41,0 | 17,8                                                     | 30,3                                                     |

Neben dem Grundschulwesen bestand parallel für den Militär-Nachwuchs ein eigenes Schulsystem, welches speziell auf militärische Anforderungen ausgerichtet war. Eine Übersicht über diese Schule findet sich in den folgenden beiden Artikeln:
- Militärschulwesen (Österreich, 1859)
- Militärschulwesen (Österreich, 1900)

## Wirtschaft

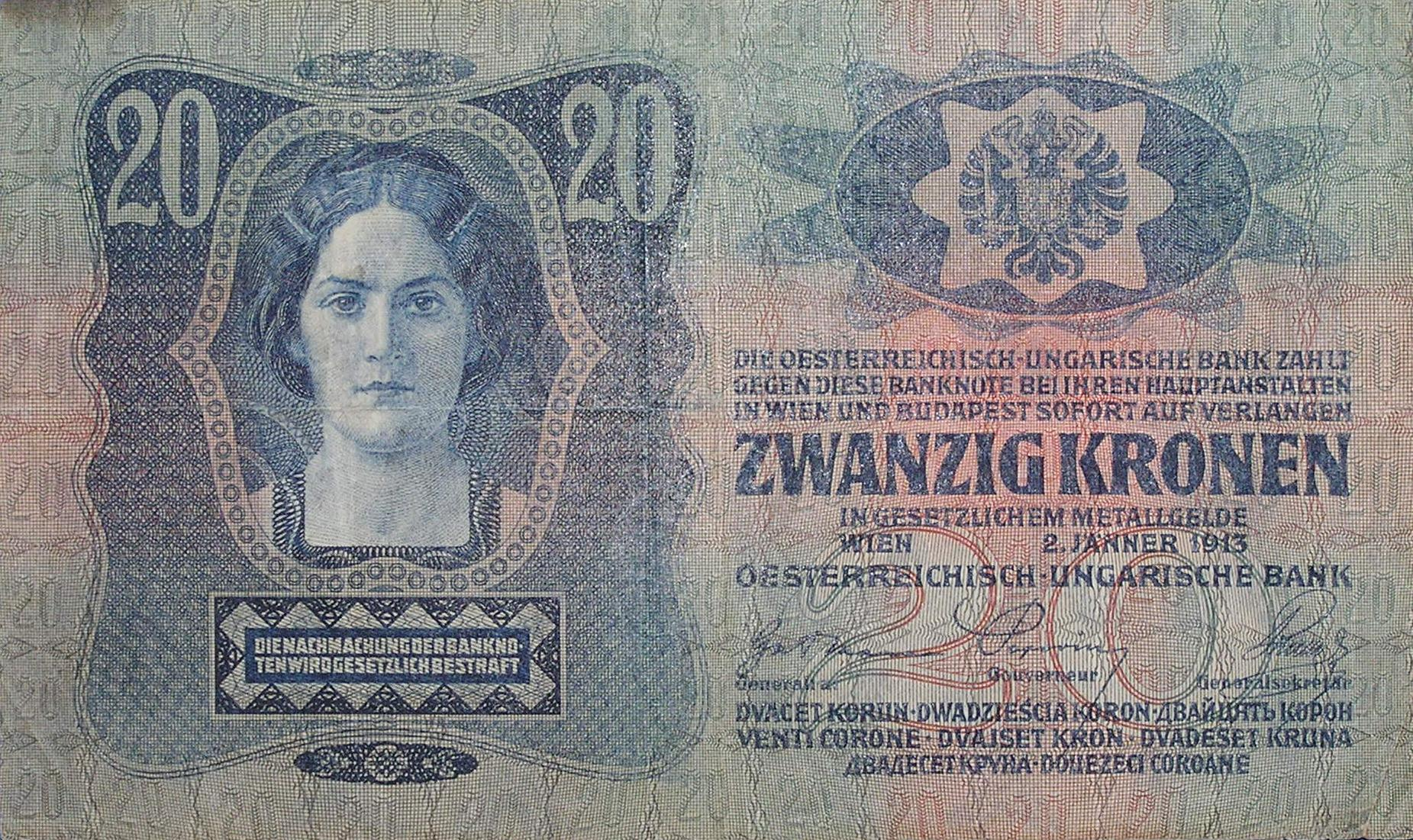
Banknote der Doppelmonarchie

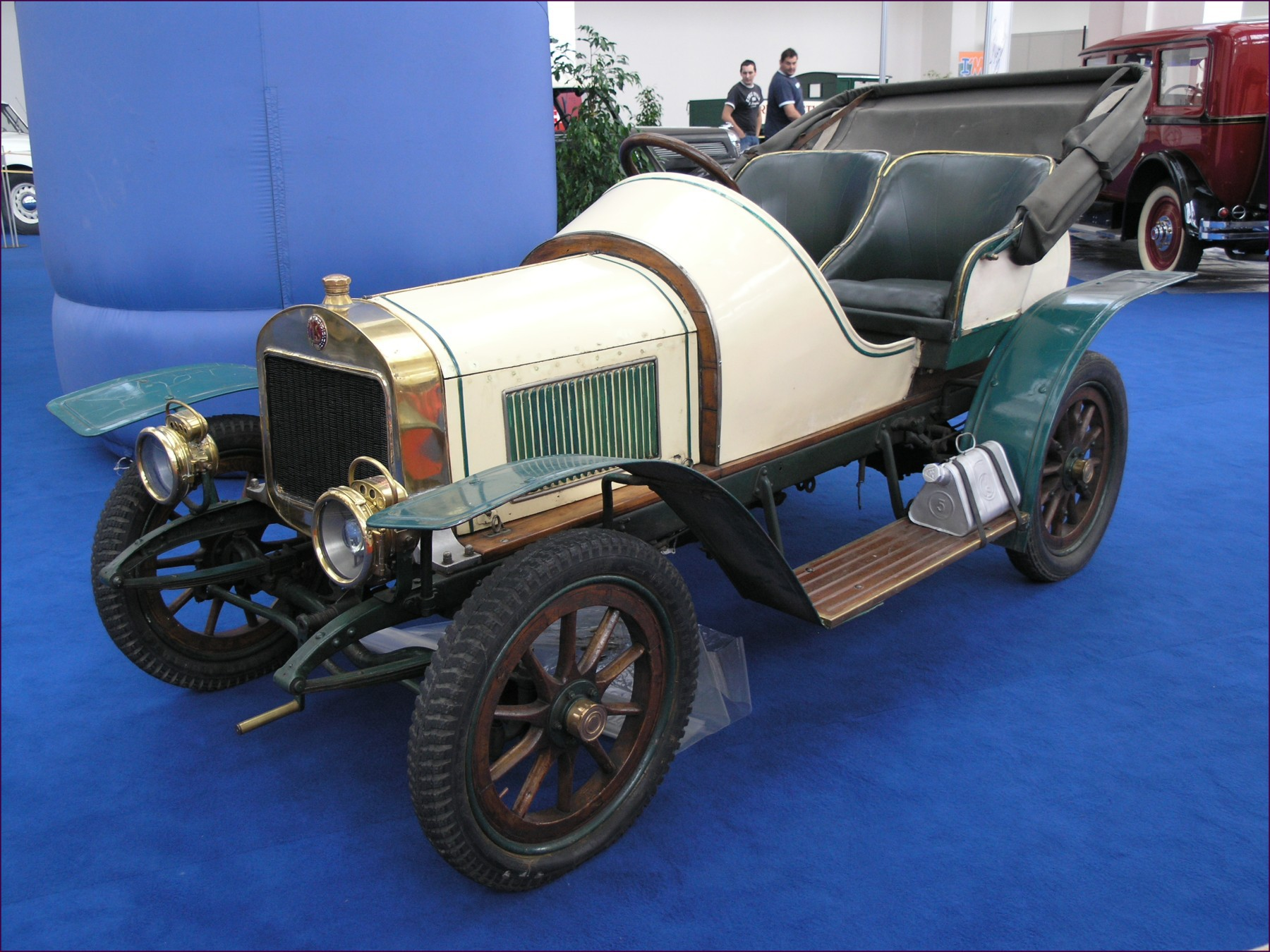
Österreich-ungarischer PKW Laurin & Klement BS (1907)

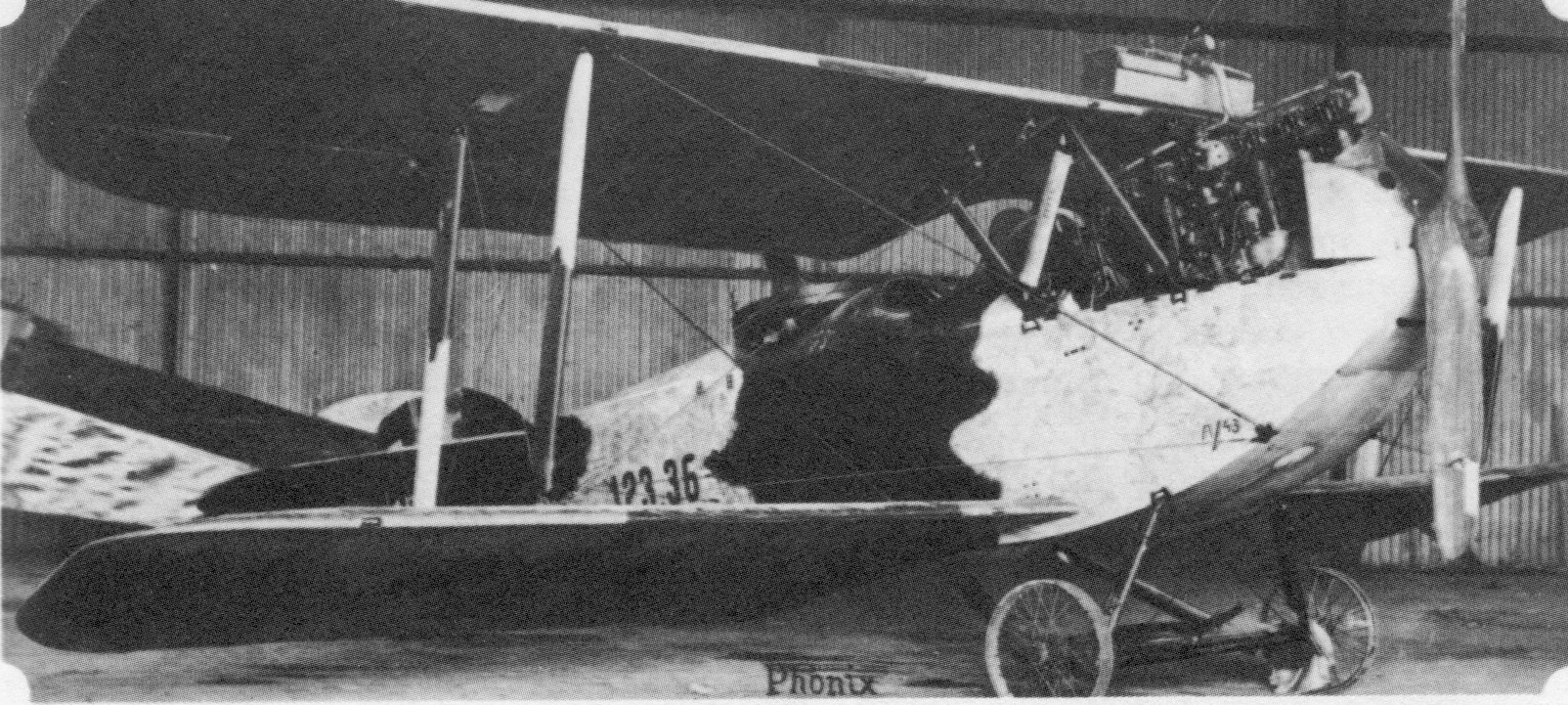
Österreich-ungarisches Kampfflugzeug UFAG C.I (1917)

Im Vergleich zu Deutschland und vielen westeuropäischen Staaten war die österreichische Reichshälfte wirtschaftlich rückständig, aber doch deutlich höher entwickelt als das agrarisch geprägte Ungarn. Die in der ersten Hälfte des 19. Jahrhunderts entstandene Rückständigkeit gegenüber Deutschland hatte ihre Ursachen unter anderem in der verspäteten Bauernbefreiung 1848 oder der späten Gewerbefreiheit (Beseitigung der Zünfte erst 1859, rund 50 Jahre später als Preußen). Hinzu kam ein die Wirtschaftsentwicklung hemmendes Schutzzollsystem, die das Land von der Weltwirtschaft abschirmten; es gab sogar eine Binnenzollgrenze nach Ungarn.

### Bergbau
Der Bergbau erwirtschaftete per 1889 78,81 Millionen Gulden. Die wichtigsten abgebauten Rohstoffe waren Braun- und Steinkohle sowie Salz. Weiters von Bedeutung waren Graphit, Blei und Zink. An Edelmetallen konnten 3.543,5 Tonnen Silber abgebaut werden. Der Goldbergbau spielte schon damals praktisch keine Rolle mehr – 1889 wurden lediglich rund 13 Kilogramm Gold abgebaut.

### Erdölindustrie
Österreich-Ungarn verfügte in Galizien über beträchtliche Erdöl-Reserven, welche seit dem Ende des 19. Jahrhunderts verstärkt erschlossen wurden. Vor dem Ersten Weltkrieg verfügte die Doppelmonarchie somit über die größten Erdölvorkommen Europas und stieg 1912 bei einer Produktion von 2,9 Millionen Tonnen zum weltweit drittgrößten Erdölförderer auf (nach den Vereinigten Staaten und Russland).

### Industrie
Die österreichisch-ungarische Wirtschaft veränderte sich während der Existenz der Doppelmonarchie erheblich. Die technischen Veränderungen beschleunigten sowohl die Industrialisierung als auch die Urbanisierung. Während die alten Institutionen des Feudalsystems immer mehr verschwanden, breitete sich der Kapitalismus auf dem Staatsgebiet der Donaumonarchie aus. Zunächst bildeten sich vor allem um die Hauptstadt Wien, in der Obersteiermark, in Vorarlberg und in Böhmen wirtschaftliche Zentren heraus, ehe im weiteren Verlauf des neunzehnten Jahrhunderts die Industrialisierung auch in Zentralungarn und den Karpaten Einzug hielt. Resultat dieser Struktur waren enorme Ungleichheiten in der Entwicklung innerhalb des Reiches, denn generell erwirtschafteten die westlich gelegenen Wirtschaftsregionen weit mehr als die östlichen. Zwar war bis zu Beginn des 20. Jahrhunderts im annähernd gesamten Staatsgebiet die Wirtschaft rapide gewachsen und das gesamte Wirtschaftswachstum konnte sich durchaus mit dem anderer europäischer Großmächte messen, doch aufgrund des späten Einsetzens dieser Entwicklung blieb Österreich-Ungarn weiterhin im internationalen Vergleich rückständig. Haupthandelspartner war vor dem Ersten Weltkrieg mit weitem Abstand an erster Stelle das Deutsche Reich (1910: 48 % aller Exporte, 39 % aller Importe), gefolgt von Großbritannien (1910: knapp 10 % aller Exporte, 8 % aller Importe). Der Handel mit dem geografisch benachbarten Russland hatte dagegen nur ein relativ geringes Gewicht (1910: 3 % aller Exporte, 7 % aller Importe). Haupthandelsgüter waren landwirtschaftliche Produkte.
In der 2. Hälfte des 19. Jahrhunderts entwickelte sich auch in Österreich-Ungarn eine Maschinenbauindustrie. Diese Entwicklung ist mit dem Aufstieg von Firmen wie Škoda aus Pilsen, der Ganz-Werke und der Csepel-Werke (Manfréd Weiss Konzern) in Budapest, MÁVAG in Budapest und der Österreichischen Waffenfabriksgesellschaft (ÖWG, später Steyr-Werke) verbunden. Während des Ersten Weltkriegs erreichten einige dieser Unternehmen beträchtliche Größen: So waren bei der ÖWG rund 15.000, bei Csepel rund 30.000 Mitarbeiter beschäftigt, während Škoda im Jahre 1917 allein in Pilsen rund 35.000 Menschen unter Vertrag hatte.
Im späten 19. Jahrhundert entstand eine Automobilindustrie. Zu deren wichtigsten Vertretern zählten:
- Austro-Daimler in Wiener Neustadt,
- Csepel (Manfréd Weiss) im gleichnamigen Budapester Bezirk,
- Gräf & Stift in Wien,
- Laurin & Klement aus Mladá Boleslav,
- die Lohner-Werke in Wien-Floridsdorf, MÁG in Budapest,
- MARTA in Arad,
- die Nesselsdorfer Wagenbau-Fabriks-Gesellschaft (später Tatra),
- Puch aus Graz und
- Rába in Győr.

Auch der Flugzeugbau wurde mit dem Beginn des Ersten Weltkriegs intensiviert, konnte aber nicht das Niveau der anderen europäischen Mächte erreichen. Bedeutende Firmen im Flugzeugbau waren
- die OeFFAG (Wiener Neustadt),
- die Österreich-Ungarische Flugzeugfabrik Aviatik (Wien),
- die Lohner-Werke (Wien-Floridsdorf),
- die Phönix Flugzeugwerke (Wien/Wiener Neustadt),
- Thöne & Fiala (Wien),
- die Wiener Karosserie- und Flugzeugfabrik (WKF),
- sowie die Ungarische Lloyd Flugzeug- und Motorenfabrik und
- die UFAG/Ungarische Flugzeugfabrik AG (beide in Budapest).

Das Werftwesen war v. a. in Triest ausgeprägt. Die bedeutendsten Werften waren das Stabilimento Tecnico Triestino und die Cantiere Navale Triestino. Ein bedeutender Hersteller von Schiffsmotoren waren die Láng-Werke in Budapest. Auch Škoda und Ganz produzierten zahlreiche Schiffskomponenten wie Kanonen und Motoren.
Wichtige Vertreter der aufkeimenden Elektro-Industrie waren Orion und Tungsram (beide mit Hauptstandort in Budapest).

## Verkehr

### Eisenbahn
Der Eisenbahntransport expandierte in Österreich-Ungarn rapide. Schon im Vorgängerstaat, dem Kaisertum Österreich, war 1841 von Wien ausgehend ein bedeutender Anteil an Schienenverbindungen entstanden. Grund dafür war, dass die Regierung das große Potenzial des Eisenbahnverkehrs für militärische Zwecke erkannt hatte und somit viel in deren Ausbau investierte. Wichtige Zentren wie Pressburg, Budapest, Prag, Krakau, Graz, Laibach und Venedig wurden in das Netz integriert. 1854 waren etwa 60–70 Prozent der 2000 Streckenkilometer unter staatlicher Kontrolle. Allerdings begann die Regierung zu diesem Zeitpunkt große Streckenabschnitte an Privatinvestoren zu verkaufen, um der finanziellen Belastung Herr zu werden, die infolge der Revolution von 1848 und des Krimkriegs entstanden war.
Von 1854 bis 1879 wurde beinahe das komplette Schienennetz von privaten Investoren übernommen. In dieser Zeit erweiterte sich die Streckenlänge in Cisleithanien um 7952 Kilometer, in Ungarn um 5839 Kilometer, was zur Folge hatte, dass neue Gebiete vom Bahnnetz erschlossen wurden. Von nun an war es möglich, auch weit entfernte Gebiete zu erreichen und in den wirtschaftlichen Fortschritt zu integrieren, was zu Zeiten, als der Transport noch von Flüssen abhängig war, nicht möglich war.
Ab 1879 begannen die Regierungen in Österreich und Ungarn das Bahnnetz wegen der schwerfälligen Entwicklung während der weltweiten Wirtschaftskrise in den siebziger Jahren des 19. Jahrhunderts wieder zu verstaatlichen. Zwischen 1879 und 1900 wurden in Cisleithanien und Ungarn mehr als 25.000 Kilometer neue Bahnstrecken angelegt. Während dieser Periode gelang es der Doppelmonarchie, mittels Bahneinsatzes die Transportkosten im Inneren zu reduzieren und neue Märkte außerhalb des Landes zu erschließen.

### Schifffahrt

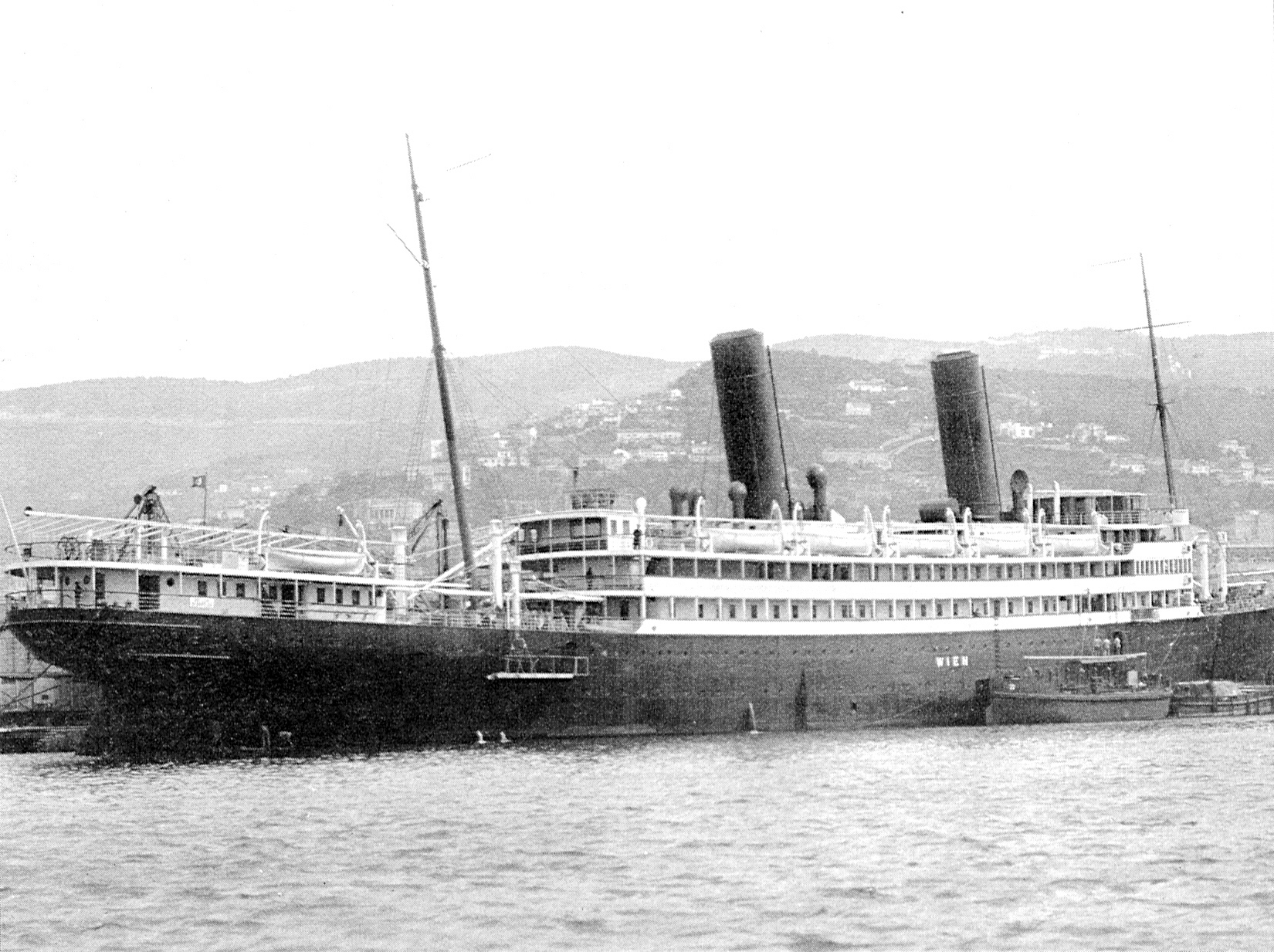
Die S.S. Wien (7.367 t) war eines der größten Passagierschiffe des Österreichischen Lloyds und wurde für Fahrten in den Orient eingesetzt.

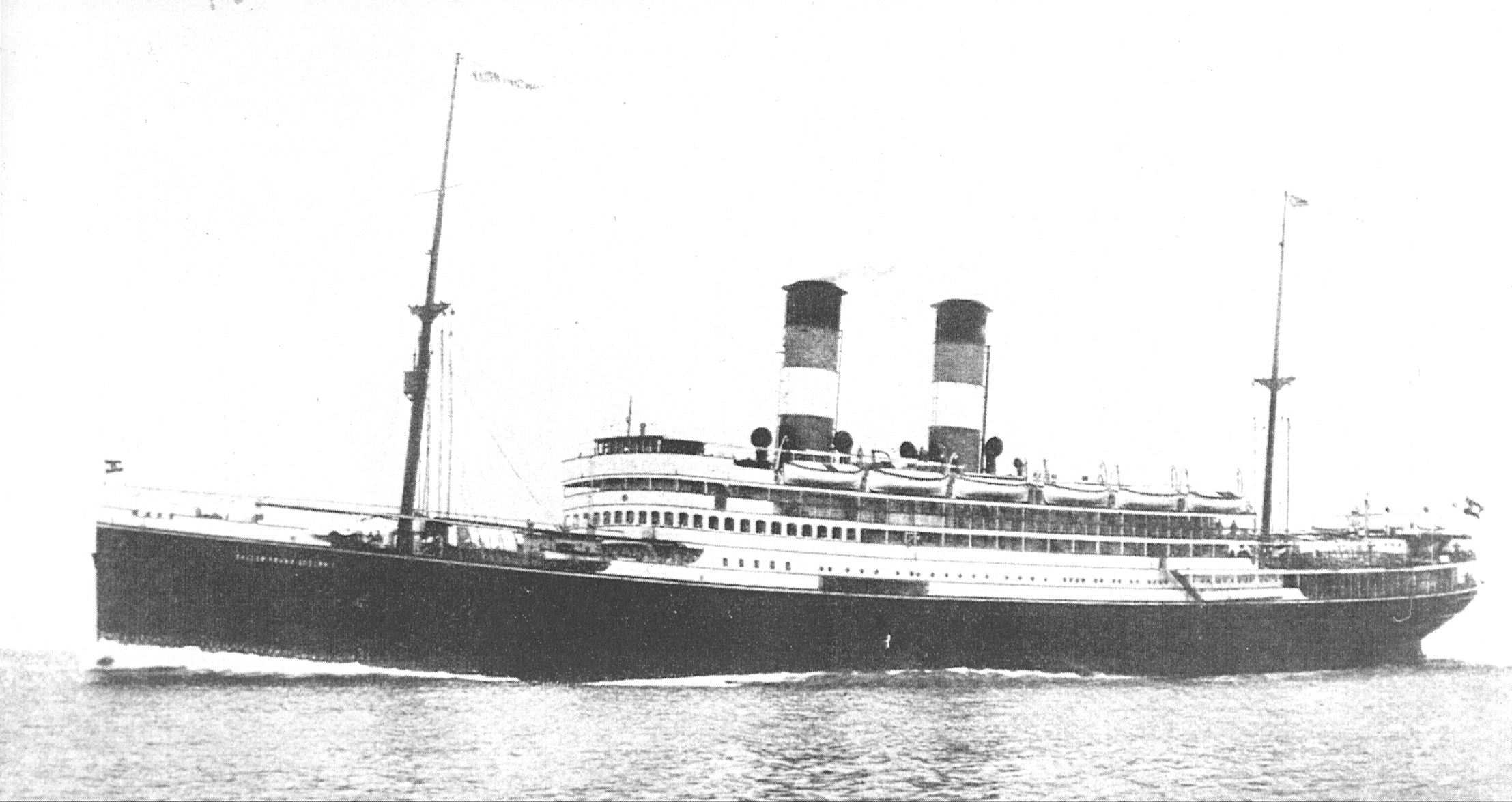
Die Kaiser Franz Joseph I. (12.567 t) der Austro-Americana war das größte je in Österreich fertiggestellte Passagierschiff.

Aufgrund der Besitzungen im österreichischen Küstenland sowie am weiteren Balkan verfügte Österreich über mehrere Seehäfen. Der bedeutendste davon war Triest, wo die österreichische Handelsmarine mit ihren beiden bedeutendsten Gesellschaften Österreichischer Lloyd und Austro-Americana sowie einige Werften ihren Sitz hatten und auch die k. u. k. Kriegsmarine zahlreiche Schiffe anfertigen und ankern ließ. Dem Aufschwung voraus ging jedoch der Niedergang Venedigs, das zudem von 1815 bis 1866 keine Konkurrenz für Österreich-Ungarn darstellen konnte, da es Teil der Monarchie war. Zuvor konnte die Handelsmarine kaum Bedeutung erlangen, angesichts der großen Konkurrenz in Venedig. Auch die Kriegsmarine erlangte erst zur Zeit Österreich-Ungarns große Bedeutung. Die Gründung einer solchen scheiterte lange am Geldmangel des Hauses Habsburg.
Der wichtigste Hafen für die ungarische Reichshälfte war Fiume, von wo aus die ungarischen Schifffahrtsgesellschaften, deren bedeutendste die Adria war, operierten. Ein weiterer wichtiger Hafen war Pola – vor allem für die Kriegsmarine.
Im Jahr 1889 zählte die österreichische Handelsmarine 10.022 Schiffe, wovon 7.992 Fischereischiffe und -boote waren. Für den Küsten- und Seehandel bestimmt waren 1.859 Segler mit 6.489 Mann Besatzung und einer Ladekapazität von 140.838 Tonnen sowie 171 Dampfschiffe mit einer Ladekapazität von 96.323 Tonnen und einer Besatzung von 3.199 Mann. In einem Gesetz vom 19. Juni 1890 wurde zur Förderung des Baues von Dampf- und Segelschiffen aus Eisen oder Stahl im Inland für den Schiffsbetrieb zur See die Befreiung von der Erwerb- und Einkommensteuer auf die Dauer von 15 Jahren gewährt. Dies betraf vor allem den Bau und Betrieb von kleinen Dampfern für die Küstenschifffahrt in Dalmatien.
Die Erste Donau-Dampfschiffahrts-Gesellschaft (DDSG) wiederum war bis zum Ende der Donaumonarchie die größte Binnenschifffahrtsgesellschaft der Welt, während der Österreichische Lloyd eine der größten Hochsee-Reedereien der damaligen Zeit, mit Reisezielen im Orient sowie, ab Errichtung des Sueskanals, auch in Asien, war. Vor Kriegsausbruch zählte er 65 mittlere bis große Dampfschiffe. Die Austro-Americana zählte vor Kriegsausbruch etwa ein Drittel davon, verfügte aber mit der S.S. Kaiser Franz Joseph I. über das größte österreichische Passagierschiff. Im Gegensatz zum Österreichischen Lloyd steuerte die Austro-Americana fast ausschließlich Ziele in Nord- und Südamerika an. Bis zum Kriegsausbruch 1914 beförderte die Gesellschaft unter anderem 101.670 Auswanderer von Österreich-Ungarn in die Vereinigten Staaten.

## Kultur und Wissenschaft
Besonders der wirtschaftliche Aufschwung der Donaumonarchie ist mit Franz Josephs I. Namen verbunden, der nach wie vor auf vielen Wiener Prachtbauten aus dieser Zeit als Inschrift zu lesen ist. Nach der 1857 vom Kaiser angeordneten Schleifung der mittelalterlichen Stadtbefestigungen Wiens war Platz für eine die gesamte Innenstadt umfassende Prachtstraße geworden. Entlang dieser Straße, der 1865 fertiggestellten Wiener Ringstraße, entstanden nicht nur die Palais der reichen Bankiers und Großindustriellen, sondern auch der Erweiterungsbau der kaiserlichen Hofburg, große Museen, welche die kaiserlichen Kunst- und Natursammlungen beherbergten, ein Parlamentsgebäude für den Reichsrat, die Neue Universität, das Neue Rathaus, das Hofburgtheater und eine zum Andenken an die Errettung des Kaisers vor einem Attentäter im Jahre 1853 gestiftete Votivkirche.

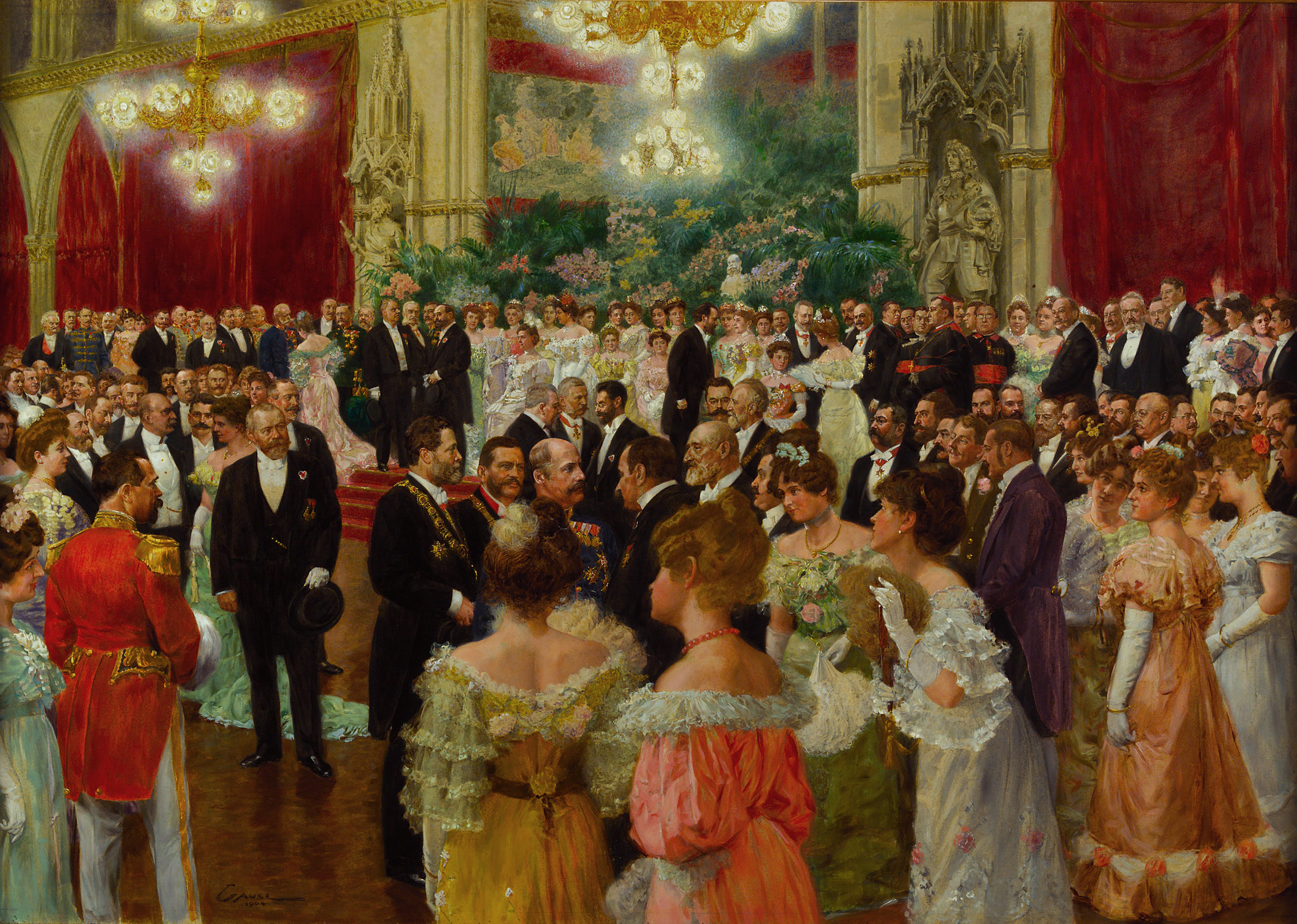
Ball im Wiener Rathaus mit Bürgermeister Karl Lueger, 1904

Der Selbstmord des Architekten Eduard van der Nüll, eines Miterbauers der Wiener Hofoper, als Reaktion auf eine Kritik des Kaisers, veranlasste Franz Joseph, zu kulturellen Angelegenheiten nur noch sehr zurückhaltend Stellung zu nehmen. Es heißt, der Kaiser habe sich bei allen möglichen kulturellen Anlässen nur noch mit der stereotypen Phrase: „Es war sehr schön, es hat mich sehr gefreut!“ geäußert.
Obwohl Franz Joseph I. oft als schwarzer Reaktionär und grauer Bürokrat beschrieben wurde, blühte besonders in den Jahren um 1900 unter seiner Regierung die Geisteskultur in Österreich-Ungarn wie nie zuvor und nie danach. Allerdings nahm der Monarch – im Gegensatz zu seinem Sohn Kronprinz Rudolf – nie selbst aktiv an den neuen kulturellen und intellektuellen Strömungen Anteil; sie berührten ihn nicht, während sein späterer Thronfolger Erzherzog Franz Ferdinand oft wütend dagegen auftrat.
Wien war Anziehungspunkt für viele Wissenschaftler wie Christian Doppler und Ludwig Boltzmann. Albert Einstein war kurzzeitig Universitätsprofessor an der Karl-Ferdinands-Universität in Prag. Philosophen der Moderne wie Ludwig Wittgenstein, Sohn des österreichischen Großindustriellen Karl Wittgenstein, und Ernst Mach beeinflussten wesentlich den späteren Wiener Kreis. Nicht zufällig fallen Sigmund Freuds wichtigste Arbeiten an der medizinischen Fakultät der Universität Wien in die Zeit um 1900.
Auf dem Gebiet der Bildenden Kunst entwickelte sich Gustav Klimt vom Dekorationsmaler der Ringstraßen-Bauten über die Wiener Secession zum Vorreiter der modernen Malerei. Die Zurückhaltung des Kaisers erlaubte es dem Architekten Adolf Loos, genau gegenüber dem barocken inneren Burgtor der kaiserlichen Hofburg im Jahre 1910 sein umstrittenes erstes schmuck- und ornamentloses Wohnhaus zu bauen. Franz Joseph soll die Hofburg seit damals stets durch andere Tore verlassen haben.
Mehr noch als die bildende Kunst hatte die Musik während der Doppelmonarchie eine große Blütezeit. Wien, bereits seit den Tagen von Mozart und Beethoven als „Hauptstadt der Musik“ bekannt, hatte nach wie vor eine führende Stelle sowohl in der ernsten Musik (besonders die Orchestermusik, bei Anton Bruckner, Gustav Mahler und Richard Strauss) als auch in der Unterhaltungsmusik (Wiener Walzer bei der Strauss-Dynastie, Wiener Operette bei Johann Strauss (Sohn) und Franz Lehár). In den letzten Jahren der österreichisch-ungarischen Monarchie entwickelte Arnold Schönberg die atonale Musik, womit dieser einer der einflussreichsten und bedeutendsten Komponisten des 20. Jahrhunderts wurde.
Auch die österreichische Filmgeschichte begann in Österreich-Ungarn. In Wien wurden 1896 die ersten bewegten Bilder Österreichs von den Gebrüdern Lumière präsentiert, und bis zur Gründung der ersten österreichischen Filmproduktionsgesellschaften Ende der 1910er Jahre waren hauptsächlich französische Filmgesellschaften für die noch sehr bescheidene Filmproduktion verantwortlich. Während des Ersten Weltkriegs entstanden mehrere Kriegswochenschauen, die patriotisch und unter Aufsicht der kaiserlichen Zensurbehörde vom Frontgeschehen berichteten. Auch Propagandafilme wurden in großer Anzahl hergestellt, und 1918, das letzte Jahr der Habsburger-Herrschaft, war mit rund 100 Spielfilmen das produktivste Jahr der österreichischen Filmindustrie zur Zeit der Monarchie.
Im heutigen Budapest, seit 1777 Universitätsstadt, war schon 1834–1841 das Nationalmuseum und 1864 das Palais der Akademie der Wissenschaften errichtet worden. Nach dem Ausgleich 1867 waren die Ungarn bestrebt, ihre Hauptstadt zur Konkurrentin Wiens werden zu lassen. Buda (dt. Ofen) am rechten Donauufer war mit der Königsburg lang die bedeutendste Stadt des Königreiches gewesen, wurde aber im 19. Jahrhundert vom am linken Ufer gelegenen Pest überholt. 1872 wurden die beiden Städte zu Budapest vereinigt. Opernhäuser, Theater, Bibliotheken und Museen wurden errichtet, in Pest erhielt die Stadt eine Ringstraße (körút). Am Pester Donauufer entstand das riesige neugotische Parlamentsgebäude. Bei Neubauten um 1900 wurden Jugendstil und ungarischer Nationalstil angewandt, oft eine Mischung beider.

## Film
- Hugo Portisch, Sepp Riff: Das Ende der Monarchie. Vom Reich zur Republik. Dokumentation, Österreich 1987; 90 Min.